# Reformierte Kirche Elgg

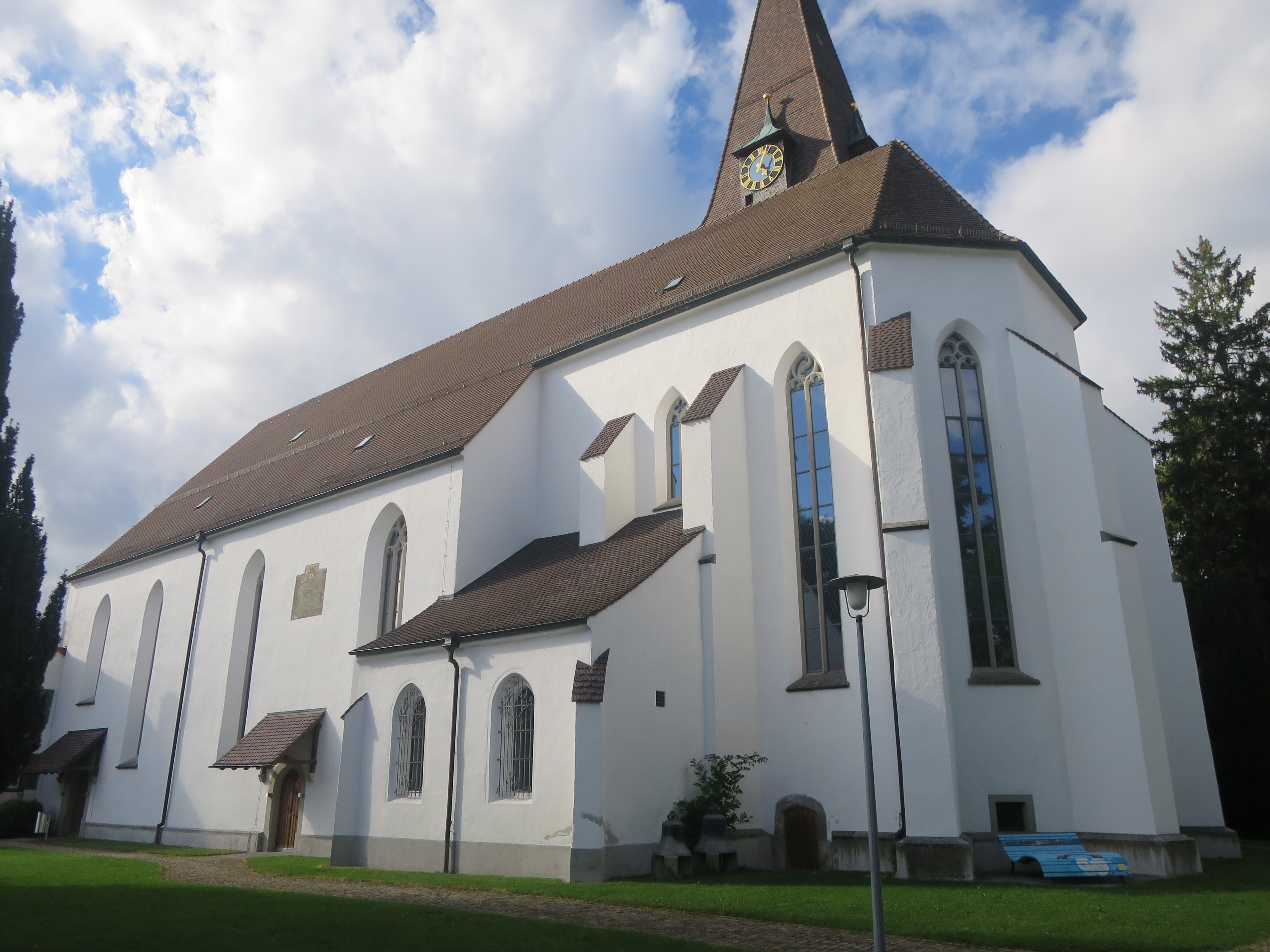
Die reformierte Stadtkirche Elgg ZH

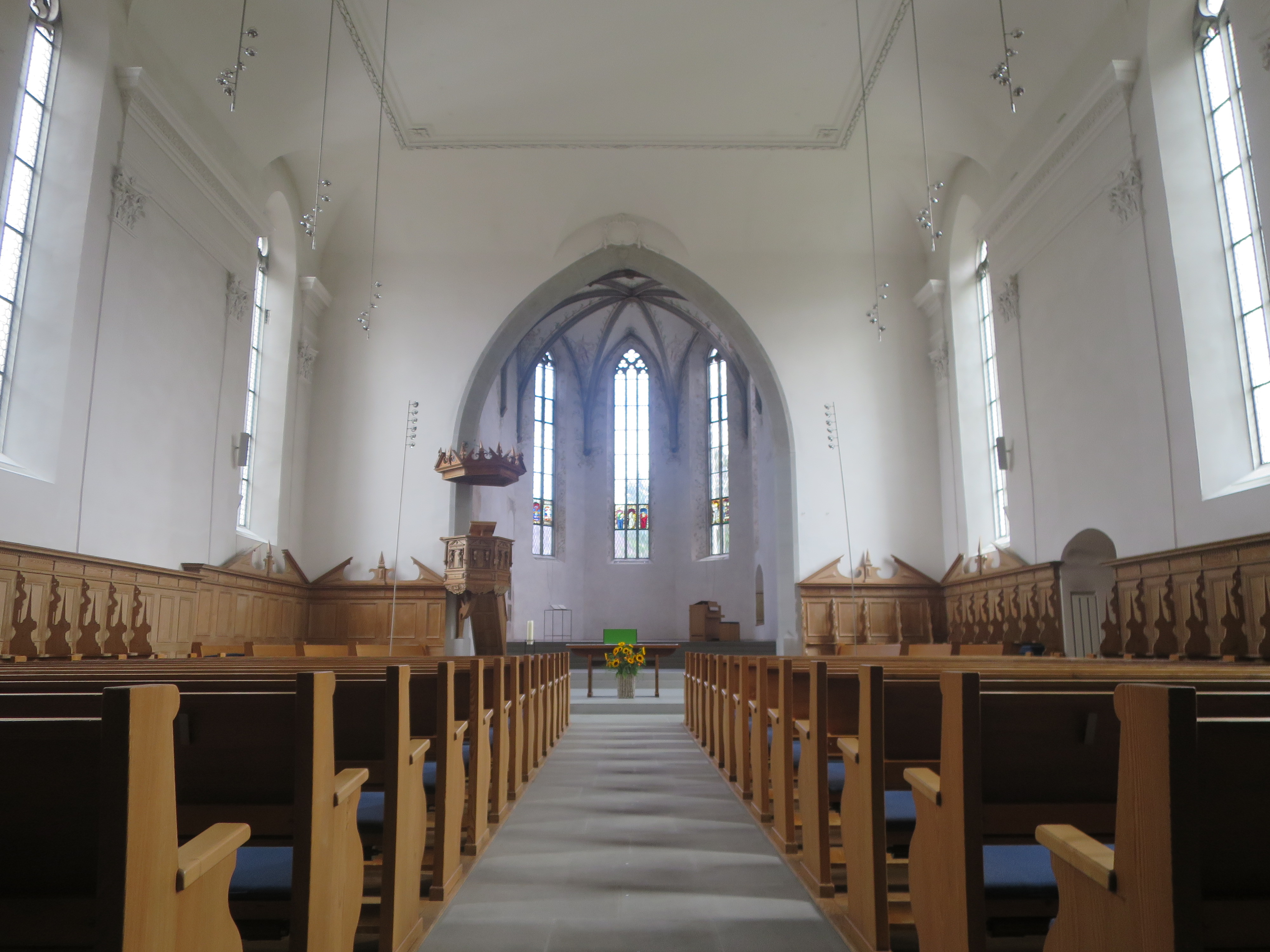
Innenraum

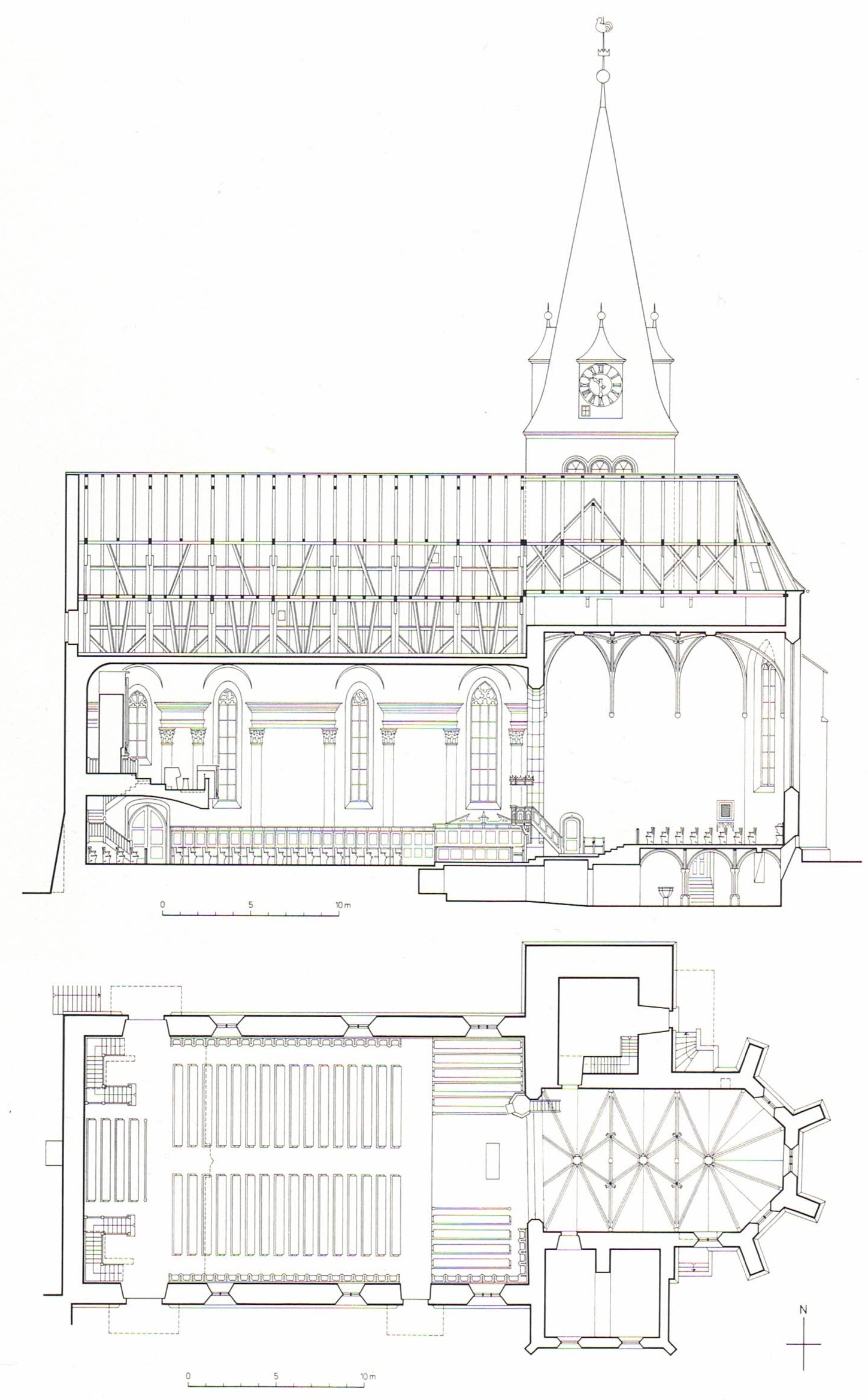
Aufriss und Grundriss der Kirche nach dem Umbau von 1965

Die reformierte Stadtkirche Elgg ist eine spätgotische reformierte Kirche im mittelalterlichen Landstädtchen Elgg, Kanton Zürich, Schweiz. Sie wurde 1508 bis 1514 errichtet.

## Geschichte

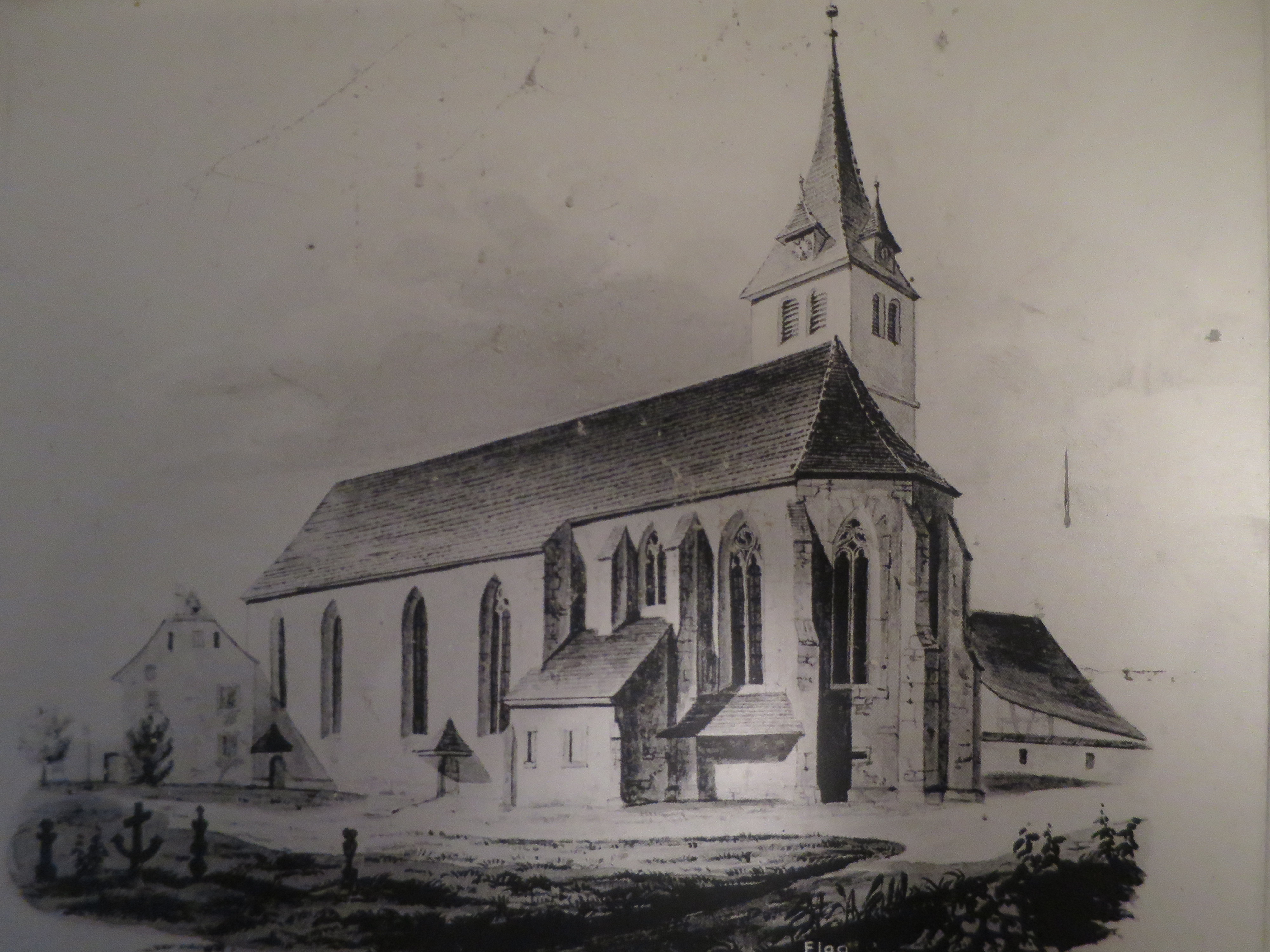
Die Stadtkirche Elgg nach einer Zeichnung von Ludwig Schulthess (um 1840)

Die reformierte Stadtkirche bildet den Mittelpunkt der Altstadt von Elgg, die sich nach der Vergabe des Stadtrechts 1370 und 1379 aus der zuvor dörflichen Siedlung heraus entwickelte. Die Ursprünge der St. Georg geweihten Kirche gehen vermutlich auf das 8. Jahrhundert zurück. Die Pfarrei Elgg gehörte seit ihren Anfängen zum Kloster St. Gallen, bis 1409 der Rat der Stadt Rapperswil SG die Kollaturrechte aufkaufte. 1216 wurde ein Leutpriester erwähnt und 1333 der Ritter Georg als Kirchenpatron genannt. Im Spätmittelalter mass die Stadt Zürich der inzwischen auf ihrem Territorium gelegenen Pfarrei grosse Bedeutung zu und entsandte 1522 zwei der Lehre Huldrych Zwinglis verpflichtete Priester nach Elgg, die bereits 1524 die Reformation einführten. 1537 gelang dem Zürcher Rat der Erwerb des Elgger Kirchensatzes von der Stadt Rapperswil. Zusammen mit den Kirchdörfern Elsau und Schlatt ZH sowie rund 30 kleineren Ortschaften und Weilern gehört Elgg heute zur Kirchgemeinde Eulachtal.

## Baugeschichte
Der erste archäologisch nachweisbare Bau datiert ins 8. Jahrhundert. Diese merowingische Saalkirche mit Rechteckchor wurde im 9. Jahrhundert verlängert und um 1000 durch einen grösseren romanischen Neubau mit Apsis ersetzt. Nach der Erlangung der Stadtrechte 1370 und 1379 erfolgte ein gotischer Umbau zur repräsentativen Stadtkirche.
Am 5. Juni 1508 wurde der Grundstein für den heutigen spätgotischen Bau gelegt. Damit wurde das grösste kirchliche Bauprojekt des frühen 16. Jahrhunderts in der Zürcher Landschaft lanciert. Der Neubau dauerte bis 1514, die Ausstattung war 1616 vollendet, die Kirche wurde am 2. Februar 1516 konsekriert. Zehn Jahre später wurden im Zuge der Reformation die Altäre, Reliquien und Statuen wieder entfernt.
1609 und 1640 wurden an den Dachstühlen gearbeitet. In den Jahren 1648 bis 1650 erfolgte der Abbruch des für die reformierte Liturgie überflüssigen Lettners sowie der Einbau eines neuen Gestühls und der Kanzel. Nach Renovationen 1777 und 1791 wurde 1825 das Langhaus erneuert und mit einer Stuckdecke versehen. Es folgten kleinere Umbauten und 1896 eine eingreifende Renovation durch den Winterthurer Architekten Ernst Georg Jung. Die Renovation von 1965 machte Teile davon rückgängig. 2004 erfolgte eine neuerliche Renovation.

## Äusseres
Die Kirche im Zentrum der Altstadt ist heute von einem Grüngürtel umgeben. Das geostete Kirchenschiff und der eingezogene Polygonalchor mit Strebepfeilern sind weiss gefasst. Der Chor ist nordseits vom Turm, südseits von der Sakristei flankiert. Im Westen schliesst das Pfarrhaus ans Kirchenschiff an, weshalb der Zugang zum Schiff über die Seitenportale erfolgt – ein eigentliches Hauptportal in der Mittelachse gibt es nicht. Auf die Südfassade ist eine Sonnenuhr aufgemalt.
Der mächtige Turm geht auf den hochmittelalterlichen Bau um 1380 zurück. Er wird von einem pyramidalen Turmhelm bekrönt, den auf allen vier Seiten Wimperge für die Zifferblätter der Turmuhr (Firma Mäder, Andelfingen) von 1903 zieren.

## Innenraum

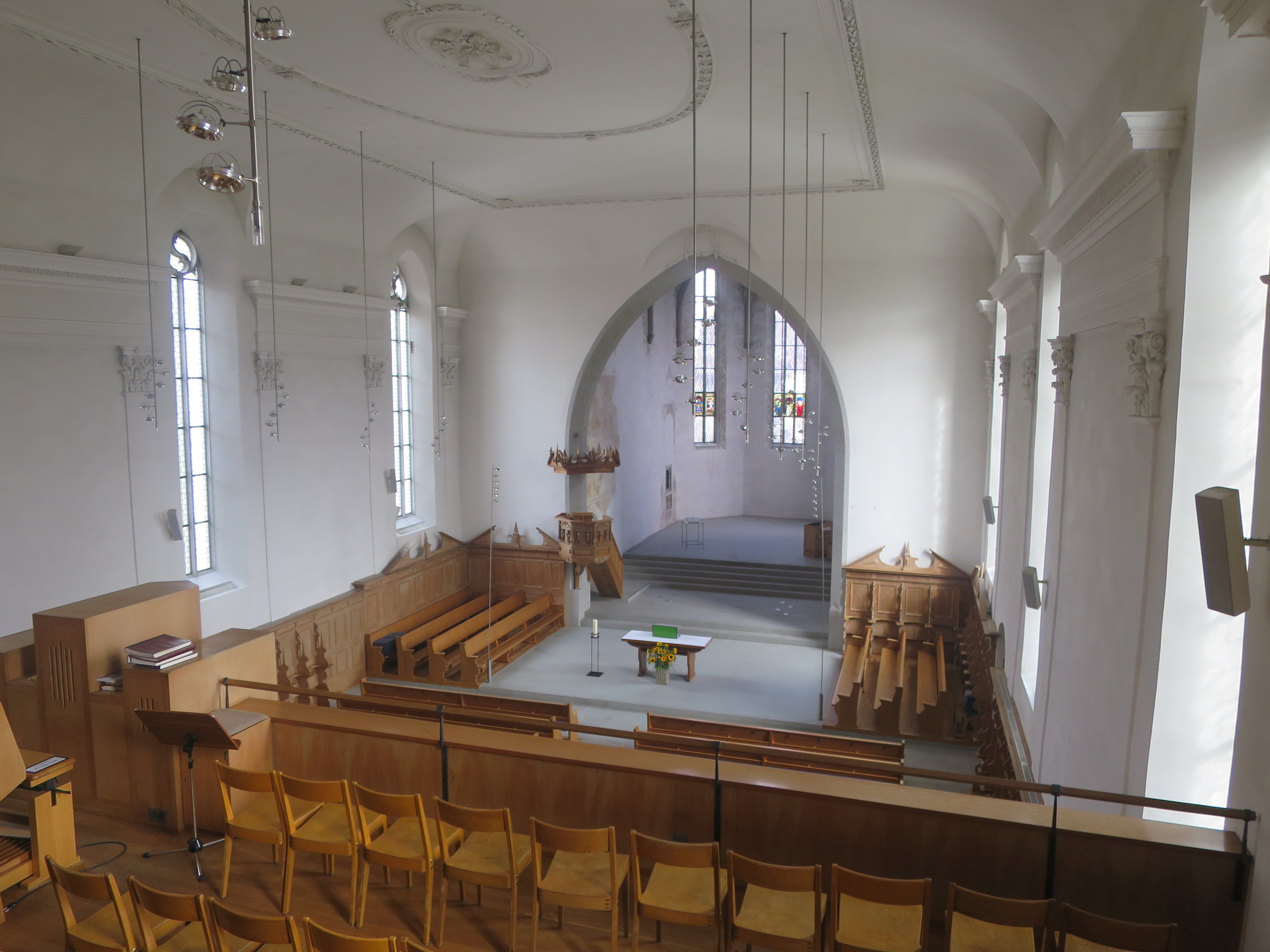
Blick von der Empore in den Raum

Die Stadtkirche Elgg ist ein grosszügiges Beispiel einer spätgotischen Saalkirche mit eingezogenem Polygonalchor. Der Raum fasst bis zu 700 Personen, nach heutigen Angaben wird mit 450 Personen gerechnet.

### Schiff
Der Eingangsbereich unterhalb der Empore wird durch zwei Seitenportale erschlossen. Von hier führt ein Mittelgang zur um eine Stufe erhöhten Liturgiezone und dem dahinter liegenden, um weitere Stufen erhöhten Chor hin, welcher der optische Blickfang des längsaxial strukturierten Raumes ist. Erhellt wird das Schiff durch gotische Masswerkfenster. Im Übrigen wird der Raumeindruck des Schiffs vor allem durch die klassizistische Gestaltung von Wänden und Decke geprägt. 
Die Stuckaturen schuf der Baumeister und Stuckateur Gotthard Geisenhof aus Pfronten im Allgäu im Jahr 1825. Sie sind von grosser Formstrenge: Ein rechteckiger Deckenspiegel aussen, ein ovaler Deckenspiegel innen und als Mittelpunkt ein Stuckmedaillon mit einer Akanthusblüte und Girlanden. Die Wände zieren korinthische Pilaster, die ein Gebälk tragen, das von den Fenstern unterbrochen wird. Die tiefe Decke machte Stichkappen über den Fenstern nötig. Über dem Chorbogen ist eine festliche Stuckkartusche angebracht. Ebenfalls vom Umbau von 1825 stammt die Emporenbrüstung.
Bemerkenswert ist die prachtvoll geschnitzte barocke Kanzel am Chorbogen von 1849. Sie ist ein Werk des Landrichters Conrad Mötteli von Waltenstein. Als Prinzipalstück eines reformierten Predigtraumes sollte sie von jedem Ort im Kirchenraum aus einsehbar sein – doch war die Position der Kanzel am Chorbogen auch im Mittelalter bereits üblich. Auch die Täferbestuhlung mit Krebsstühlen wohlhabender Familien entlang den Mauern stammt vom barocken Umbau um 1649. Die übrigen Sitzbänke, die Empore und der Abendmahlstisch in der Mittelachse der Kirche wurden bei der Renovation 1965 geschaffen.

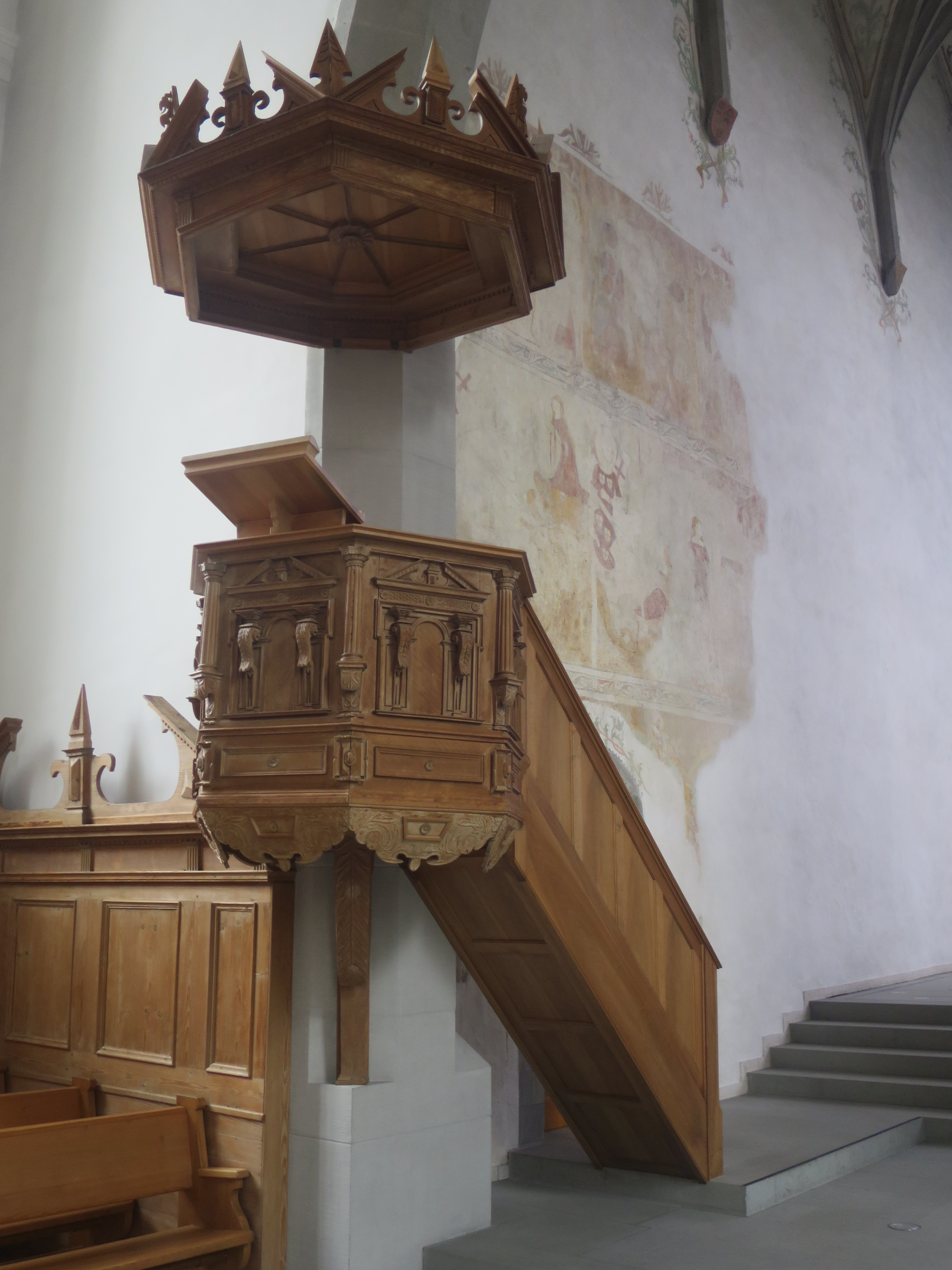
Barocke Kanzel von 1649
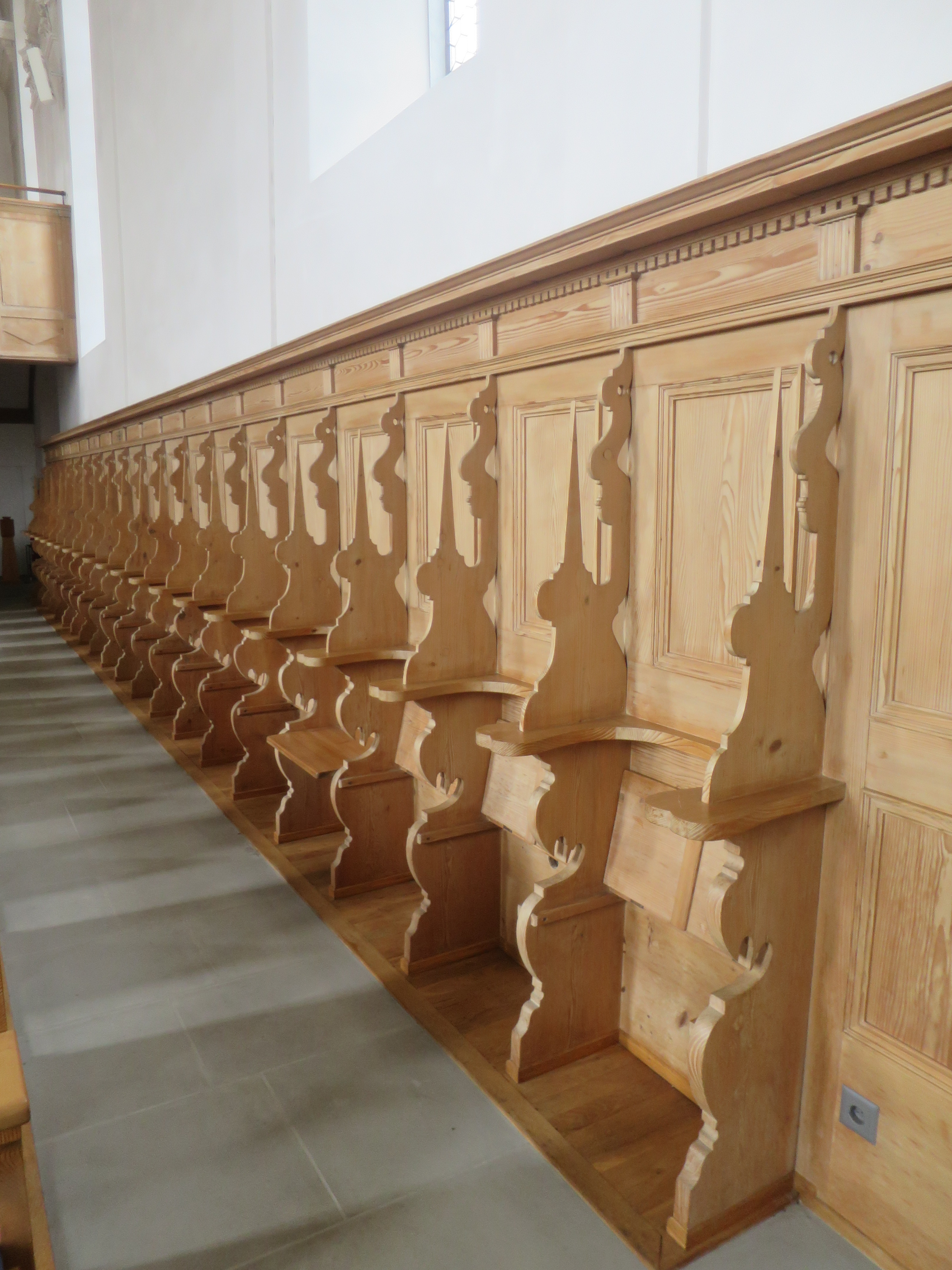
Krebstäfergestühl von 1649
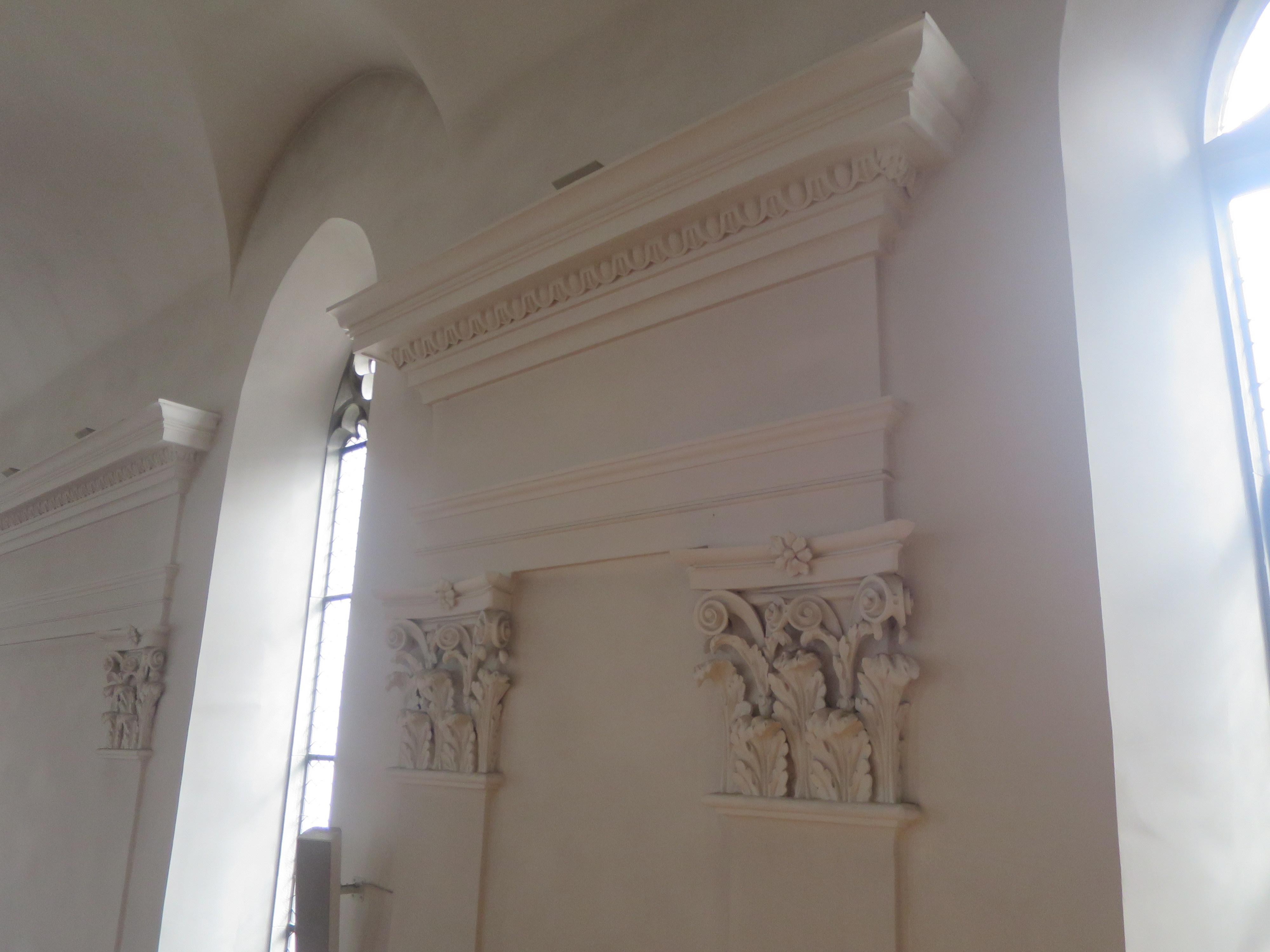
Pilaster und Gebälk von 1825
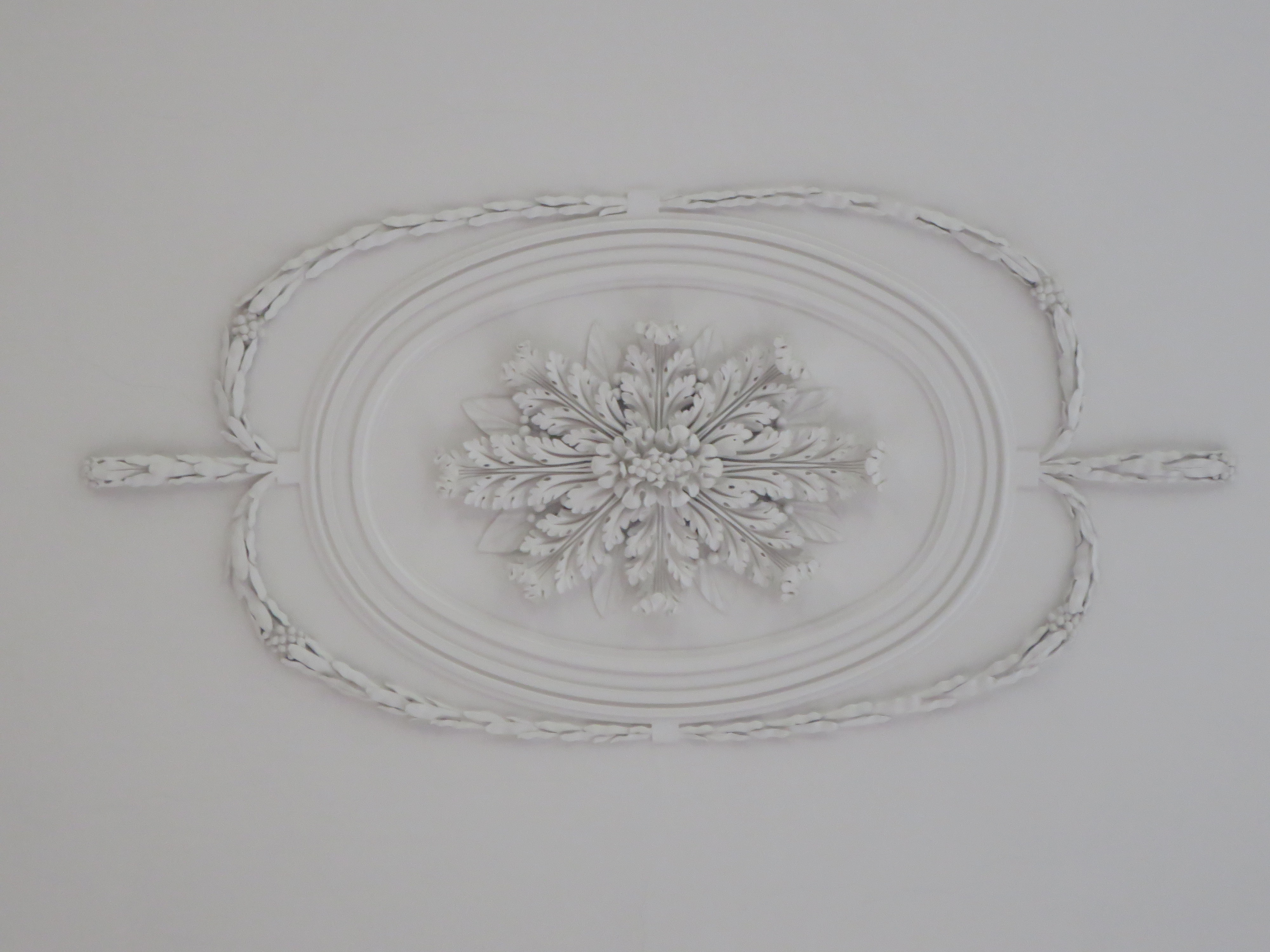
Stuckdetail, 1825

### Chor

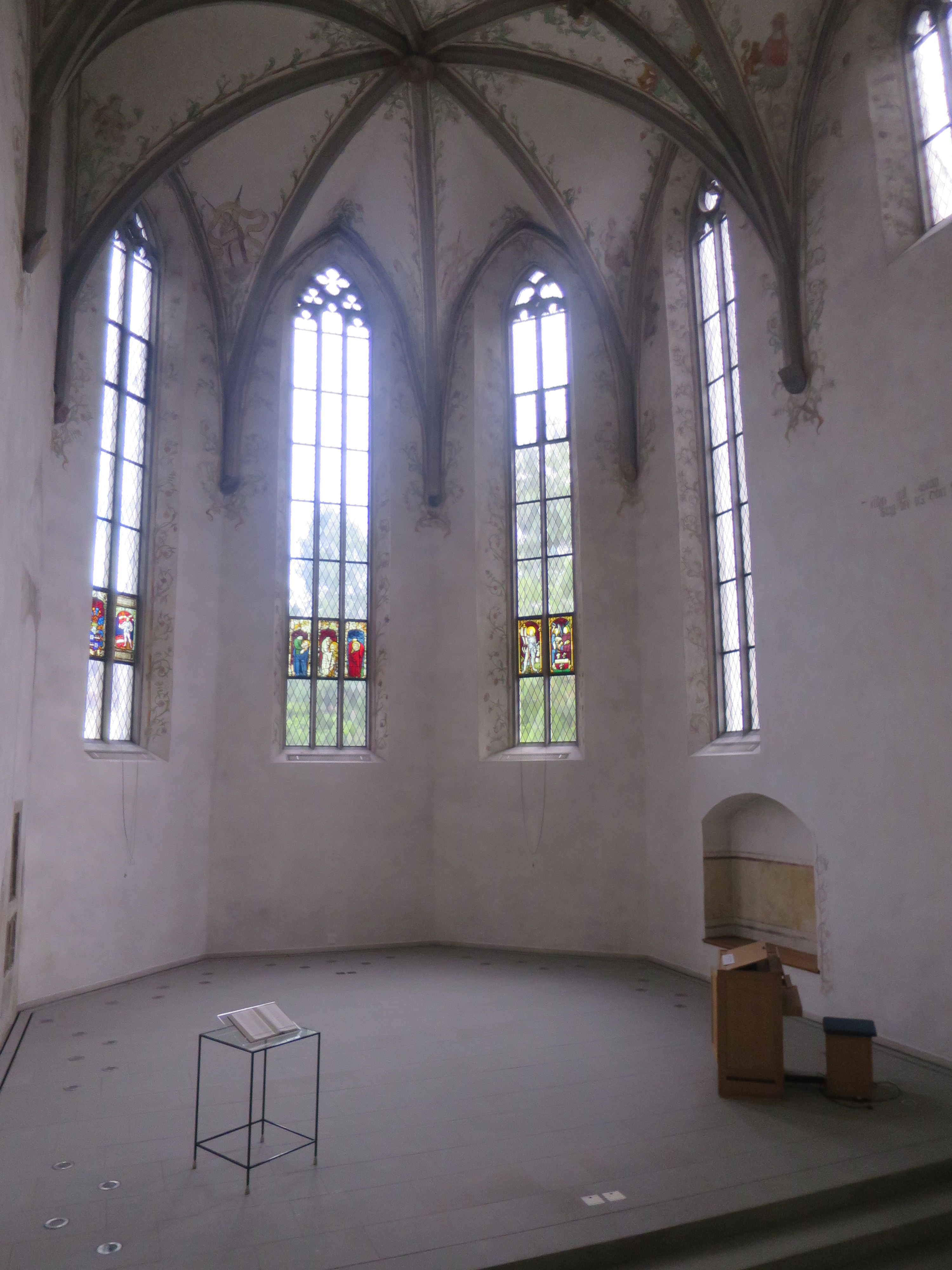
Blick in den Chor von 1514

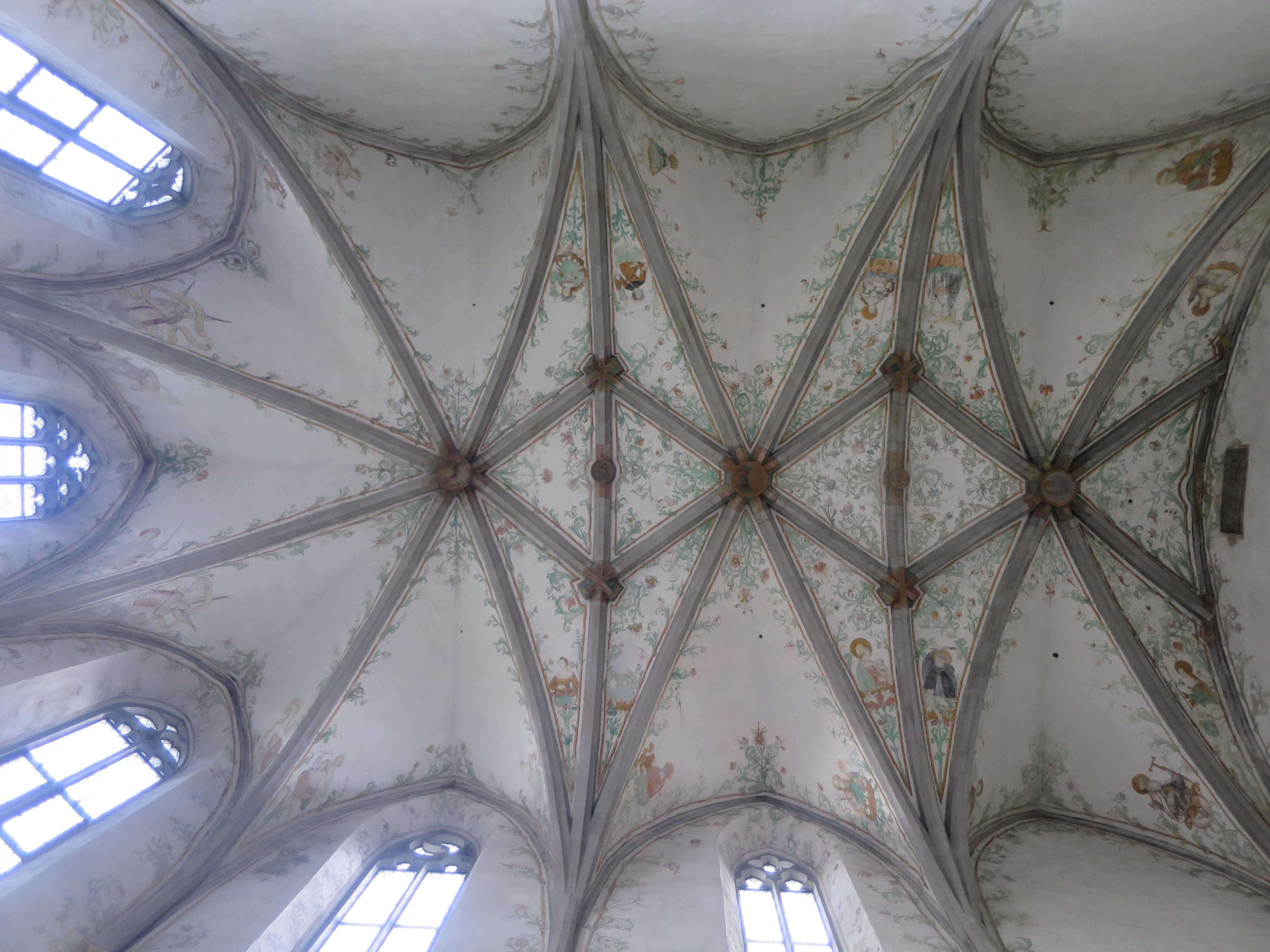
Spätgotisches Chorgewölbe

Der spitzbogige Chorbogen trennt das von klassizistisch-nüchterner Kühle geprägte Schiff vom reich ausgestalteten mittelalterlichen Polygonalchor. Der hohe spätgotische Chorraum wird von einem komplexen Rippengewölbe überspannt, das von Wappenkonsolen ausgeht. 
Drei grosse Masswerkfenster erhellen den Raum. In sie sind fünf spätgotische und zwei neugotische Farbglasscheiben eingesetzt. Im Nordostfenster ist eine Wappenscheibe von 1896 und eine Bannerträgerscheibe von 1965 (Kopie des Originals von 1895) eingelassen. Das Mittelfenster zeigt in drei spätgotischen Scheiben die Zürcher Stadtheiligen Felix, Regula und Exuperantius. In den Chorwänden befinden sich zwei kielbogige Türen (zum Turm und zur Sakristei) sowie eine Sakraments- und eine Sediliennische. Das Südostfenster zeigt den Kirchenpatron St. Georg und zwei Engel mit dem Elgger Wappen aus der Bauzeit.

### Ausmalung im Chorraum
Der Chor weist Malereien aus zwei Etappen auf. Die ältesten, hochgotischen Malereien wurden im späten 14. Jahrhundert nach dem damaligen Kirchenneubau ausgeführt. Sie sind fragmenthaft an der Nordwand erhalten. Der oberste Bildstreifen stellt von links nach rechts das Ostergeschehen dar: Die Begegnung von Maria Magdalena mit dem auferstandenen Jesus und das Mahl zu Emmaus sind weitgehend erhalten, die angrenzenden Bilder nur ansatzweise. Der mittlere Bildstreifen zeigt Teile der Georgslegende. Links ist der berittene Heilige im Kampf mit dem Drachen zu sehen, rechts führt die Königstochter das gezähmte Ungeheuer durch die Stadt. Der unterste Bildstreifen ist nur rudimentär erhalten und hatte ebenfalls Heiligenvitae zum Gegenstand.
Besser erhalten sind die Malereien aus der Zeit des spätgotischen Kirchenneubaus im Chorgewölbe. An der Chorbogenrückwand ist die aufgemalte Jahreszahl 1514 zu sehen. Die Malereien bestehen einerseits aus Rankenwerk, andererseits aus 28 Figuren von Heiligen (unter anderem die vier lateinischen Kirchenväter Augustinus, Ambrosius, Hieronymus und Gregorius Magnus, sowie die fünf klugen und fünf törichten Jungfrauen). Die Figuren wachsen organisch aus den Ranken heraus. Ausserdem wurden die Schlusssteine und Konsolen teils mit Wappen, teils mit Heiligen bemalt. Die aussergewöhnlich reichhaltige floral-hagiologische Gewölbeausmalung gilt, wie die lichtdurchflutete Chorgestaltung insgesamt, als Verweis auf das Paradies. Aus der Zeit dieser Ausmalung stammt auch die aufgemalte Scheinarchitektur um das Sakramentshaus im Stil der Renaissance.

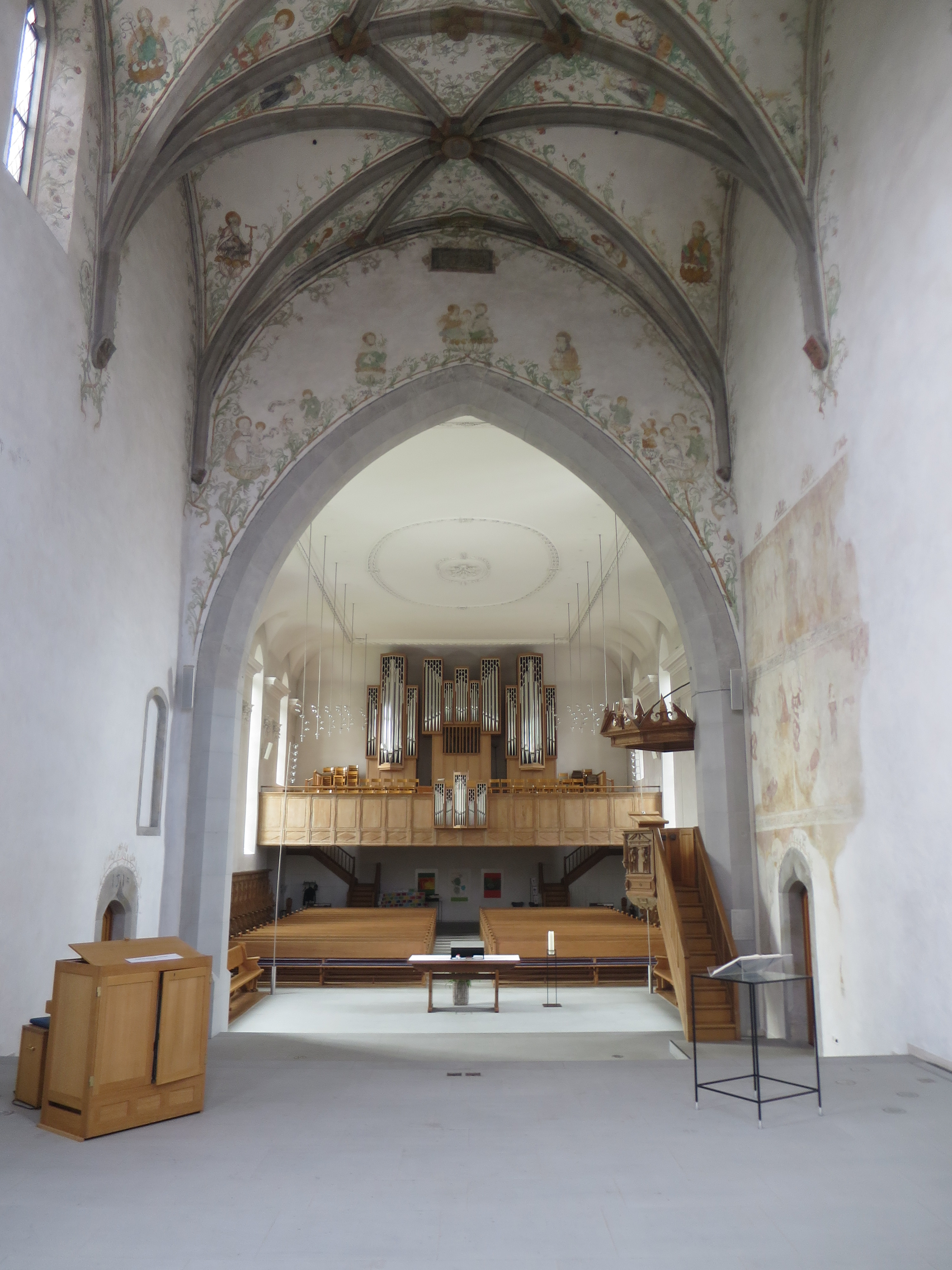
Blick aus dem Chor ins Schiff
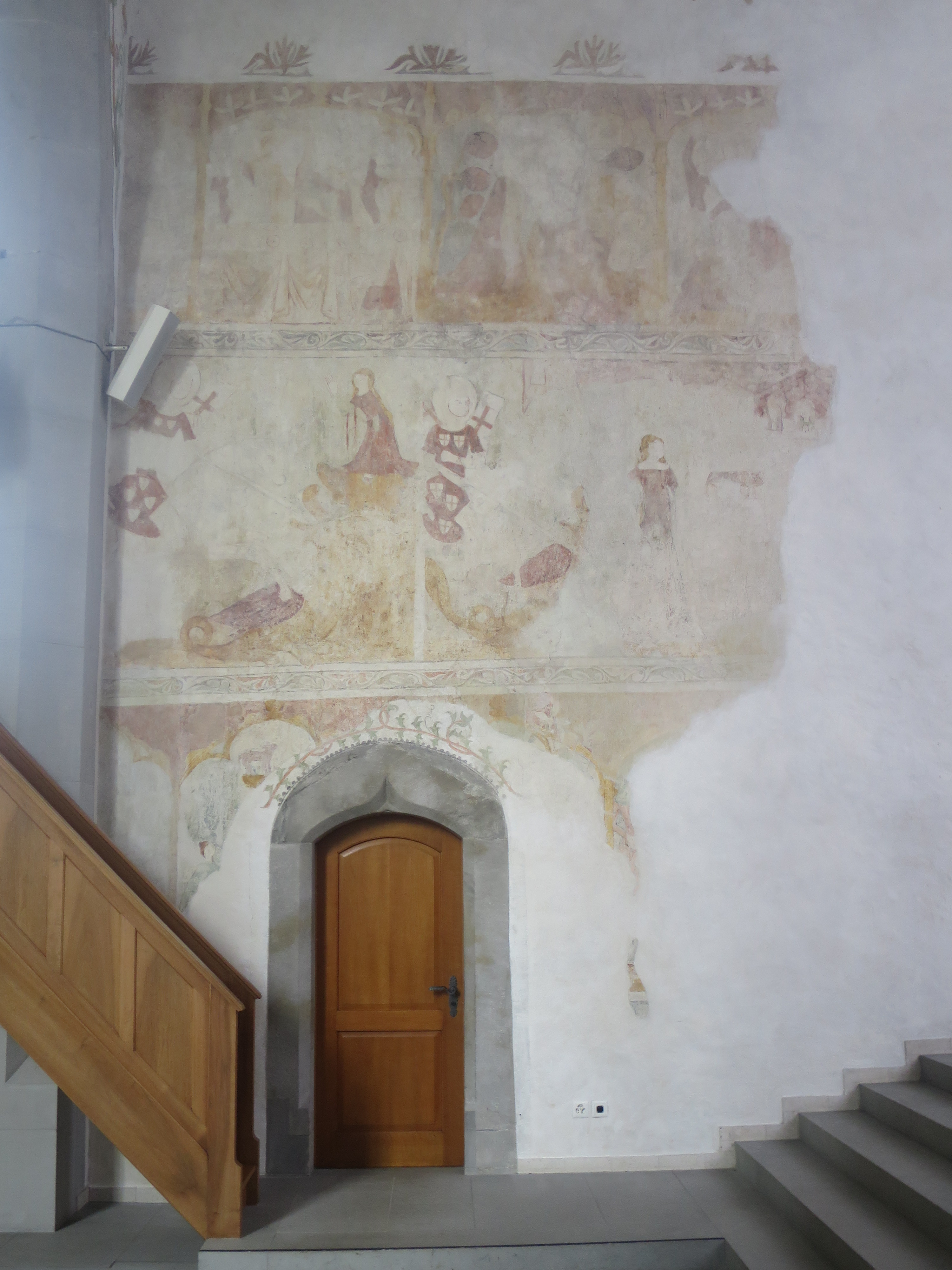
Hochgotische Malereien an der Nordwand des Chors um 1380
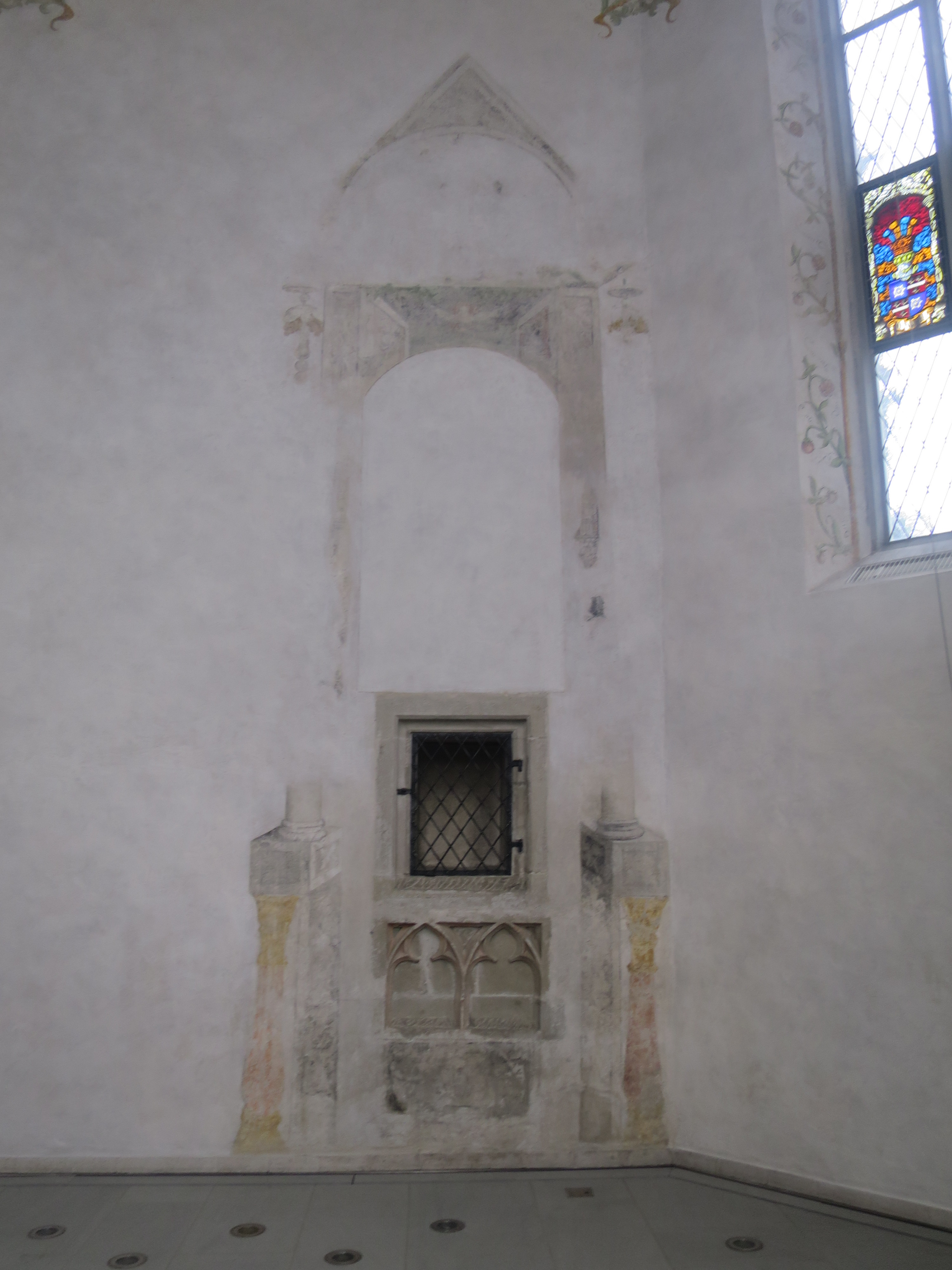
Sakramentshaus in der Chornordwand, 1514
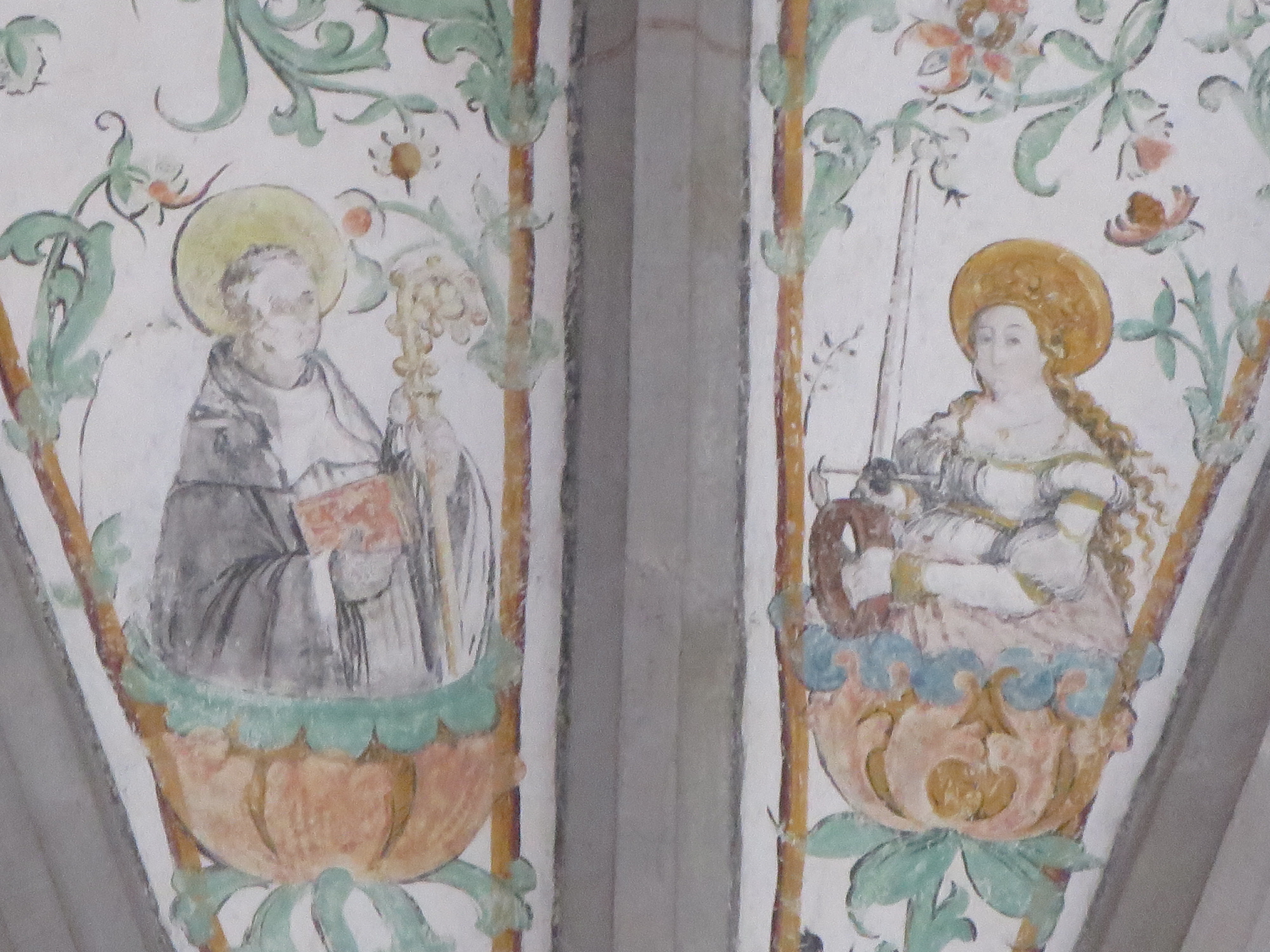
Ein Benediktinerabt und die heilige Katharina im Chorgewölbe, 1514
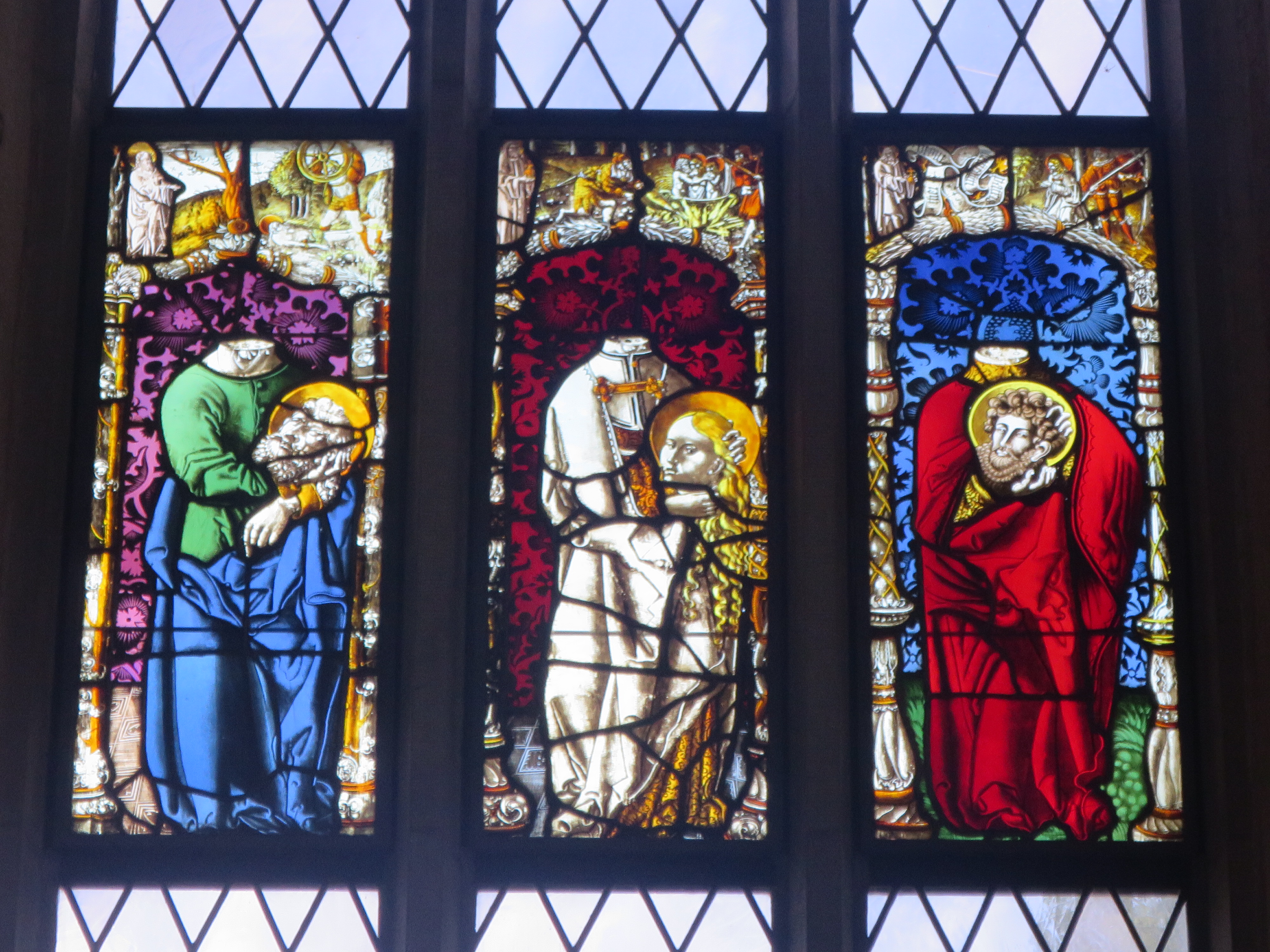
Heilige Felix, Regula und Exuperantius im mittleren Chorfenster, 1514
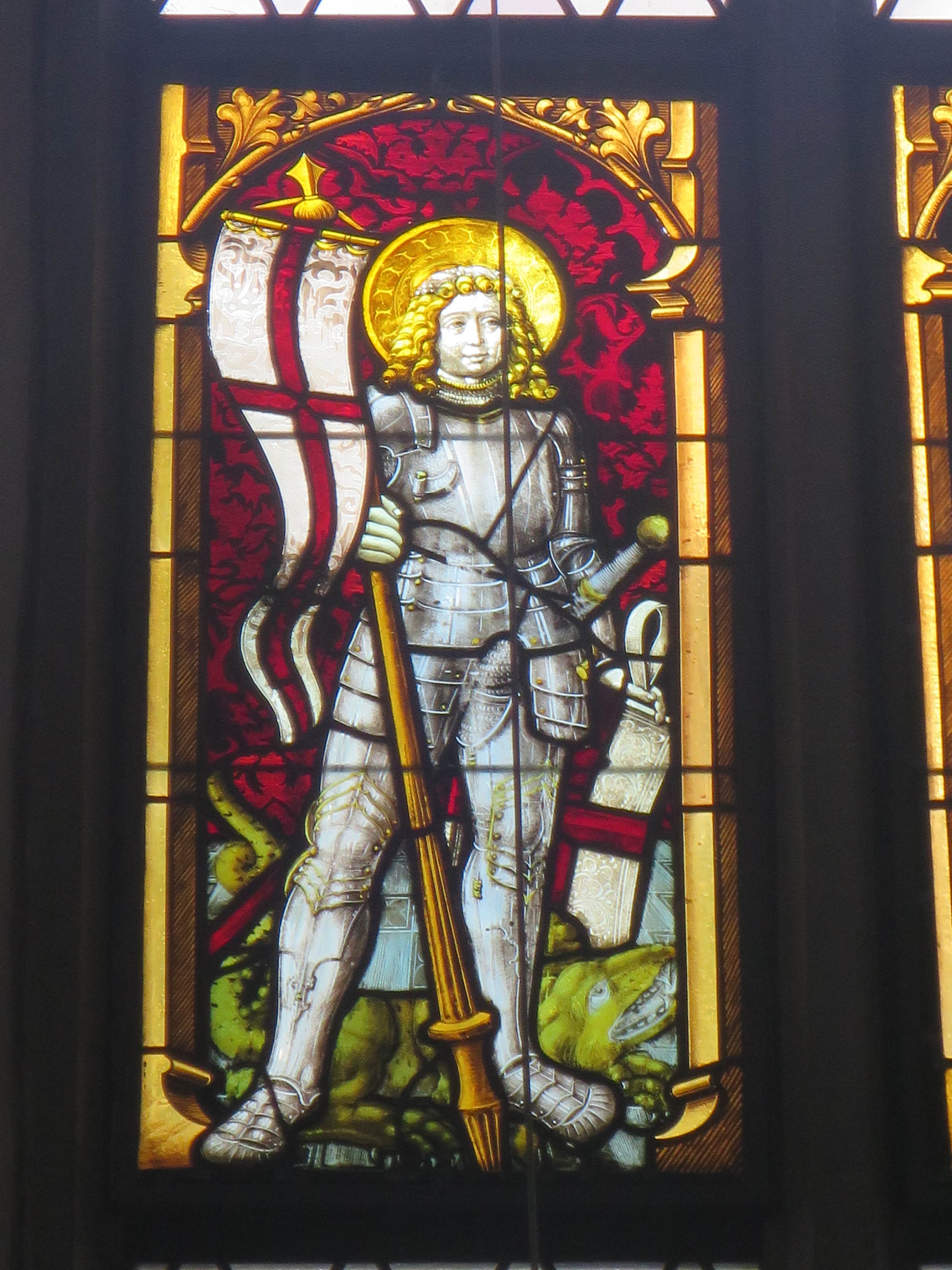
Kirchenpatron St. Georg mit dem Drachen, 1514

## Orgel

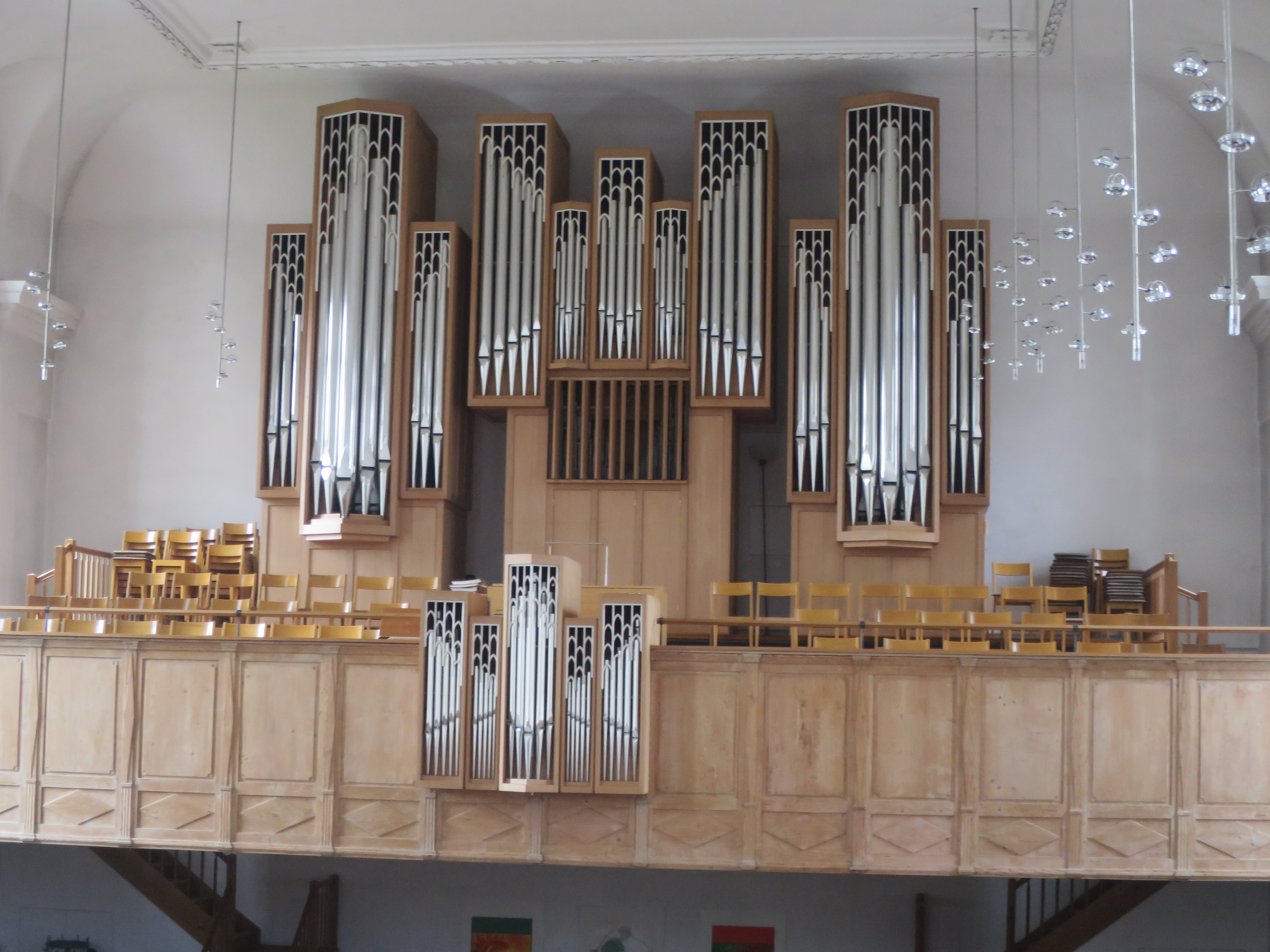
Kuhn-Orgel von 1965 auf der Rückempore

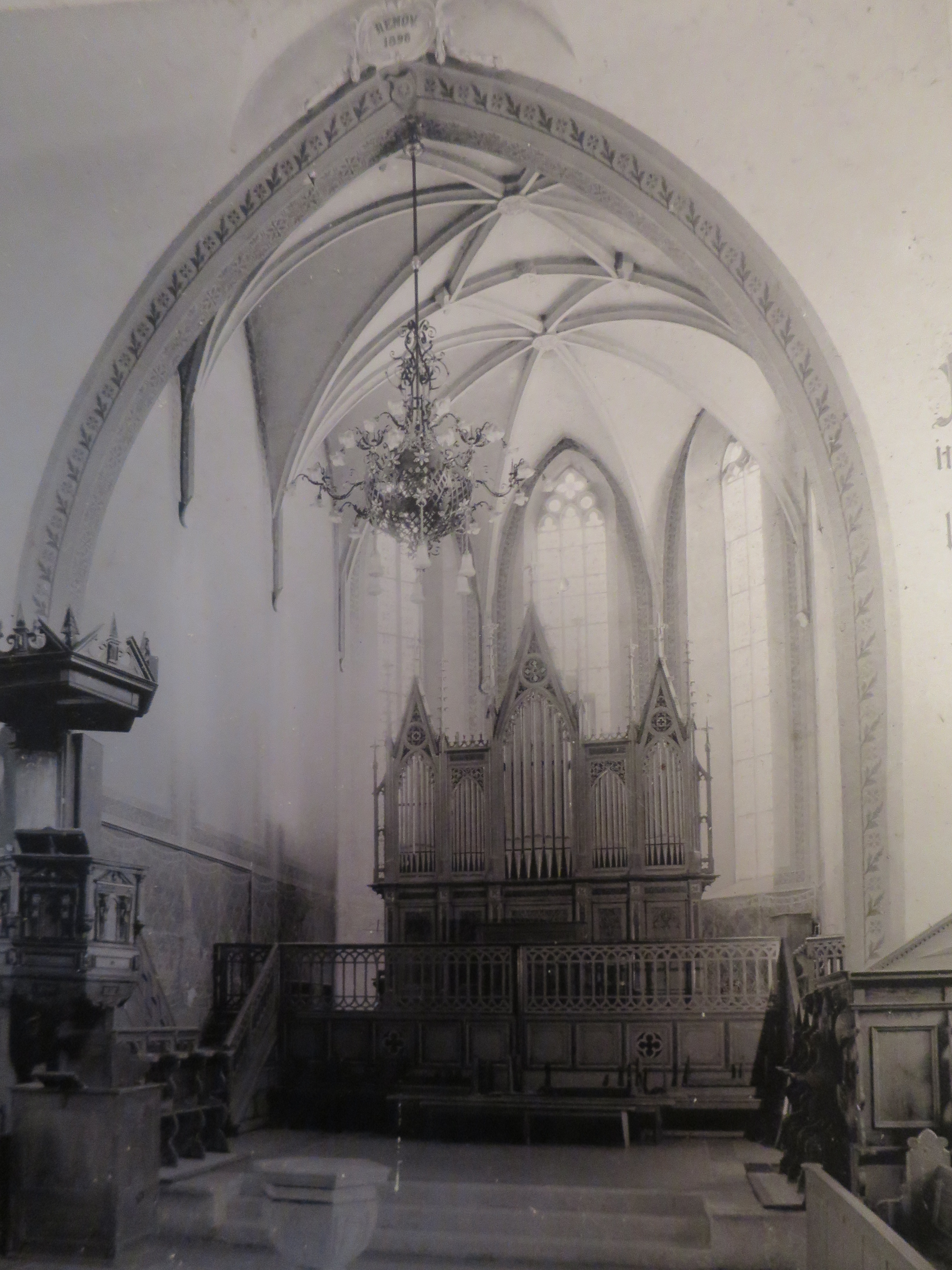
Innenraum mit der ersten Kuhn-Orgel von 1874 im Chor, Fotografie um 1900

Eine erste Orgel erhielt die Kirche 1874. Das romantische Instrument des Orgelbauers Johann Nepomuk Kuhn befand sich im Chorraum. 
Bei der Renovierung 1965 wurde dieses Instrument entfernt und durch einen Neubau der Firma Orgelbau Kuhn aus Männedorf im Klangideal der Orgelbewegung ersetzt, der seither auf der Rückempore steht. Die Orgel verfügt über eine mechanische Traktur, drei Manuale und Pedal und 35 klingende Register.
| I Rückpositiv C–g3 |                |
| Rohrgedackt        | 8′             |
| Quintatön          | 8′             |
| Praestant          | 4′             |
| Rohrflöte          | 4′             |
| Waldflöte          | 2′             |
| Sesquialter        | 2 ⁄3′ + 1 3⁄5′ |
| Quinte             | 1 ⁄3′          |
| Scharf IV          | 1′             |

| II Hauptwerk C–g3 |       |
| Pommer            | 16′   |
| Prinzipal         | 08′   |
| Hohlflöte         | 08′   |
| Gemshorn          | 08′   |
| Oktave            | 04′   |
| Nachthorn         | 04′   |
| Octave            | 02′   |
| Mixtur V–VI       | 1 ⁄3′ |
| Trompete          | 08′   |

| III Brustwerk (schwellbar) C–g3 |       |
| Holzgedackt                     | 8′    |
| Spitzgambe                      | 8′    |
| Suavial                         | 4′    |
| Kleingedackt                    | 4′    |
| Nasat                           | 2 ⁄3′ |
| Prinzipal                       | 2′    |
| Hörnlein II                     | 2′    |
| Schwiegel                       | 1′    |
| Cymbel                          | 2⁄3′  |
| Dulcian                         | 8′    |

| Pedal C–f1     |     |
| Prinzipal      | 16′ |
| Subbass        | 16′ |
| Oktave         | 08′ |
| Spitzflöte     | 08′ |
| Quintade       | 04′ |
| Rauschpfeife V | 04′ |
| Fagott         | 16′ |
| Schalmei       | 04′ |

- Koppeln: I/II, III/II, I/P, III/P
- Spielhilfen: 2 feste Kombinationen: Pleno, Tutti, 2 freie Kombinationen, 3 Einzelabsteller: Mixtur (II), Trompete (II), Fagott (P)
- Tremulant (für alle Manualwerke)

## Geläut
Die zwei ältesten erhaltenen, aber ausser Betrieb stehenden Glocken von 1516 und 1559 sind auf der Südseite der Kirche im Freien aufgestellt. Aussergewöhnlich ist, dass neben dem fünfstimmigen Geläut eine Feuer- und Taufglocke von 1670 zuoberst im Turmhelm hängt. Das heutige fünfstimmige Geläut der Kirche befindet sich im obersten gemauerten Stockwerk des Turmes mit auf jeder Seite drei Schallfenstern. Zwei Glocken wurden 1837, drei 1929 gegossen.
- Glocke Ton A, 4254 kg, 1929 gegossen durch Rüetschi, Aarau
- Glocke Ton c, 2417 kg, gegossen 1929 durch Rüetschi, Aarau
- Glocke Ton d, 1693 kg, gegossen 1837 durch Konrad Füssli, Zürich
- Glocke Ton f, 1047 kg, gegossen 1929 durch Rüetschi, Aarau
- Glocke Ton g, 837 kg, gegossen 1837 durch Konrad Füssli, Zürich
- Feuerglocke Ton fis, Gewicht unbekannt, gegossen 1670 durch Heinrich Füssli, Zürich

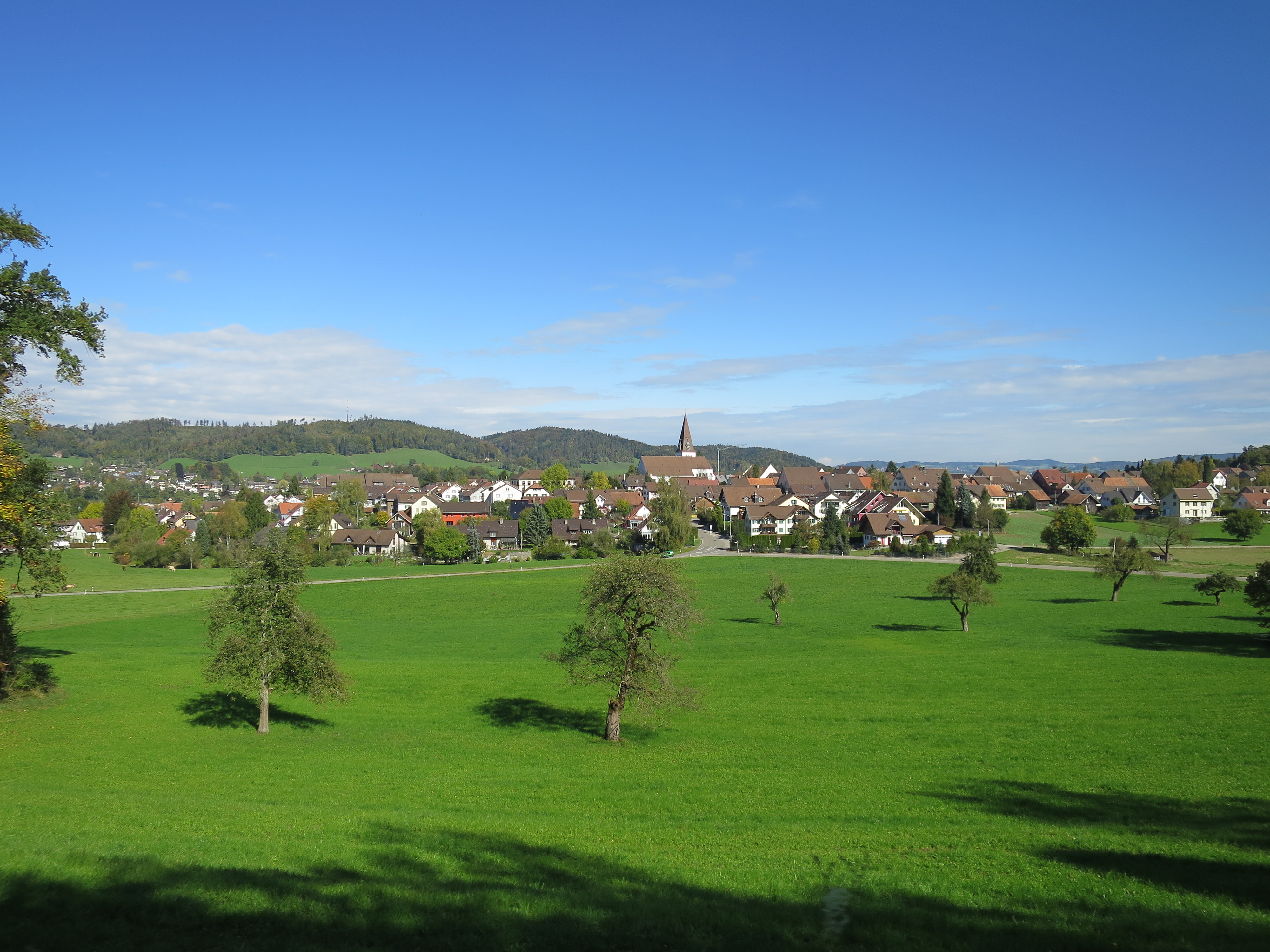
Die Kirche am höchsten Punkt der Altstadt dominiert das Stadtbild
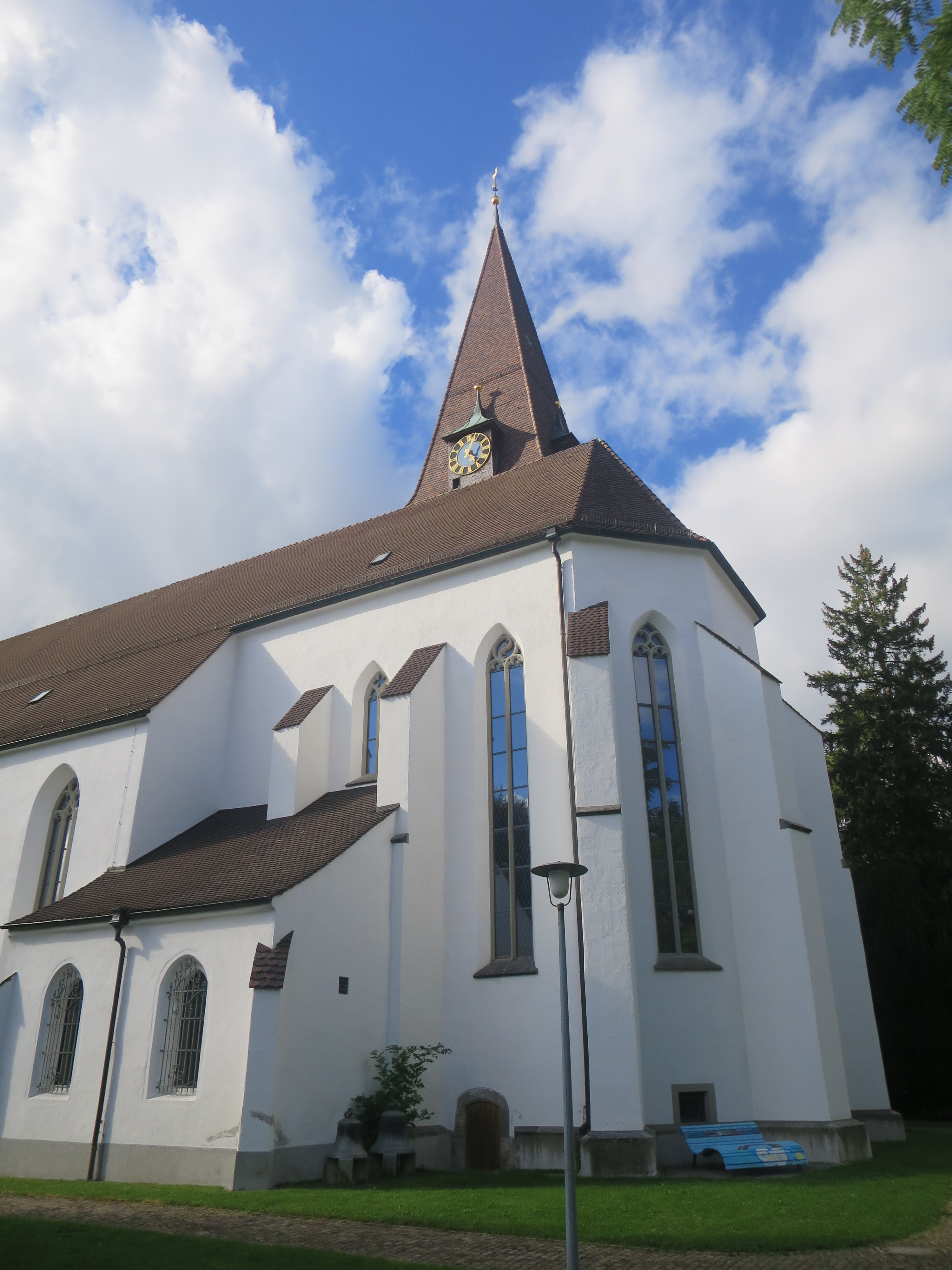
Chorseite der Kirche von Südosten
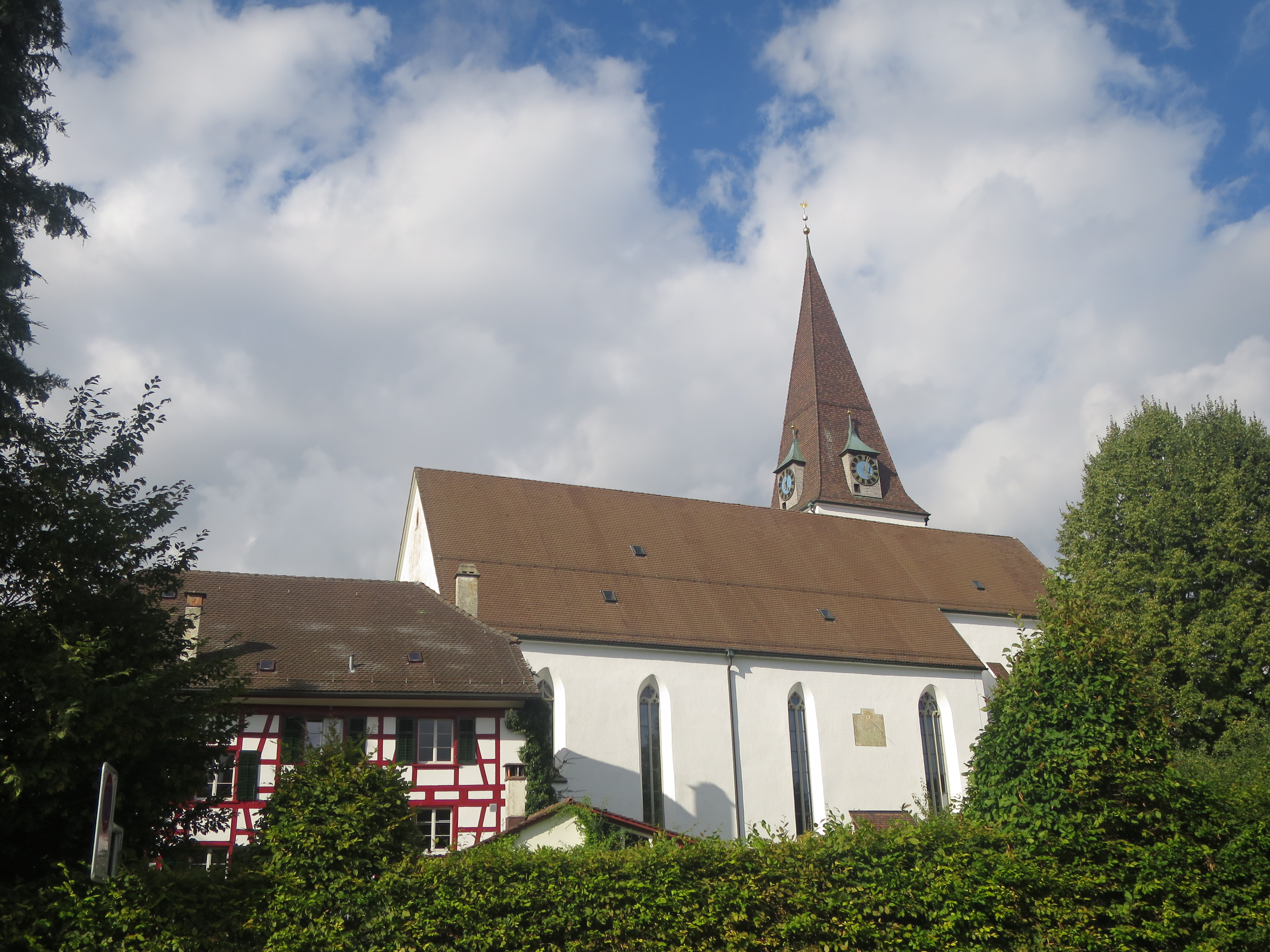
Ansicht der Kirche von Süden, links das Pfarrhaus
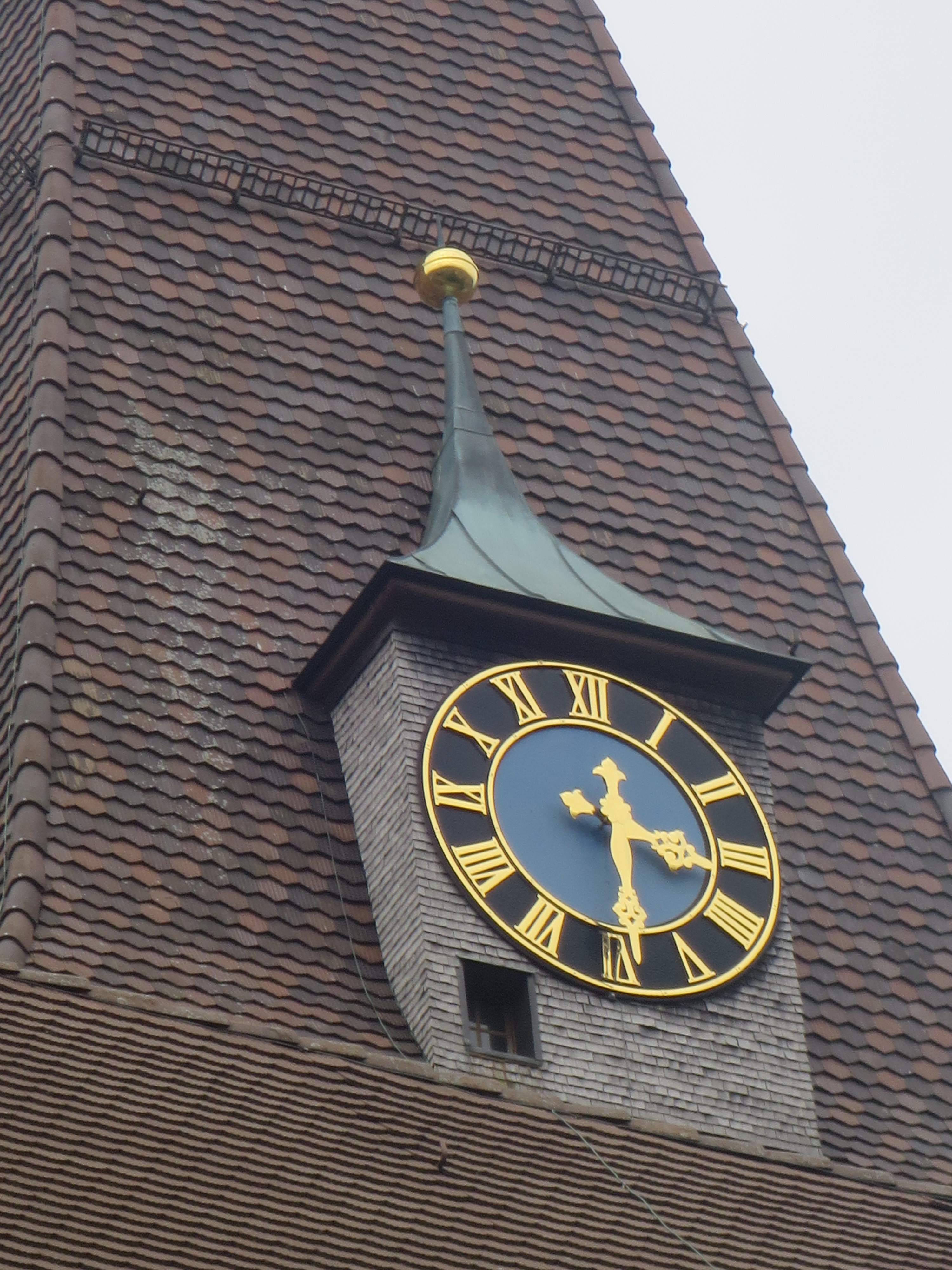
Uhrenwimperg am Turm
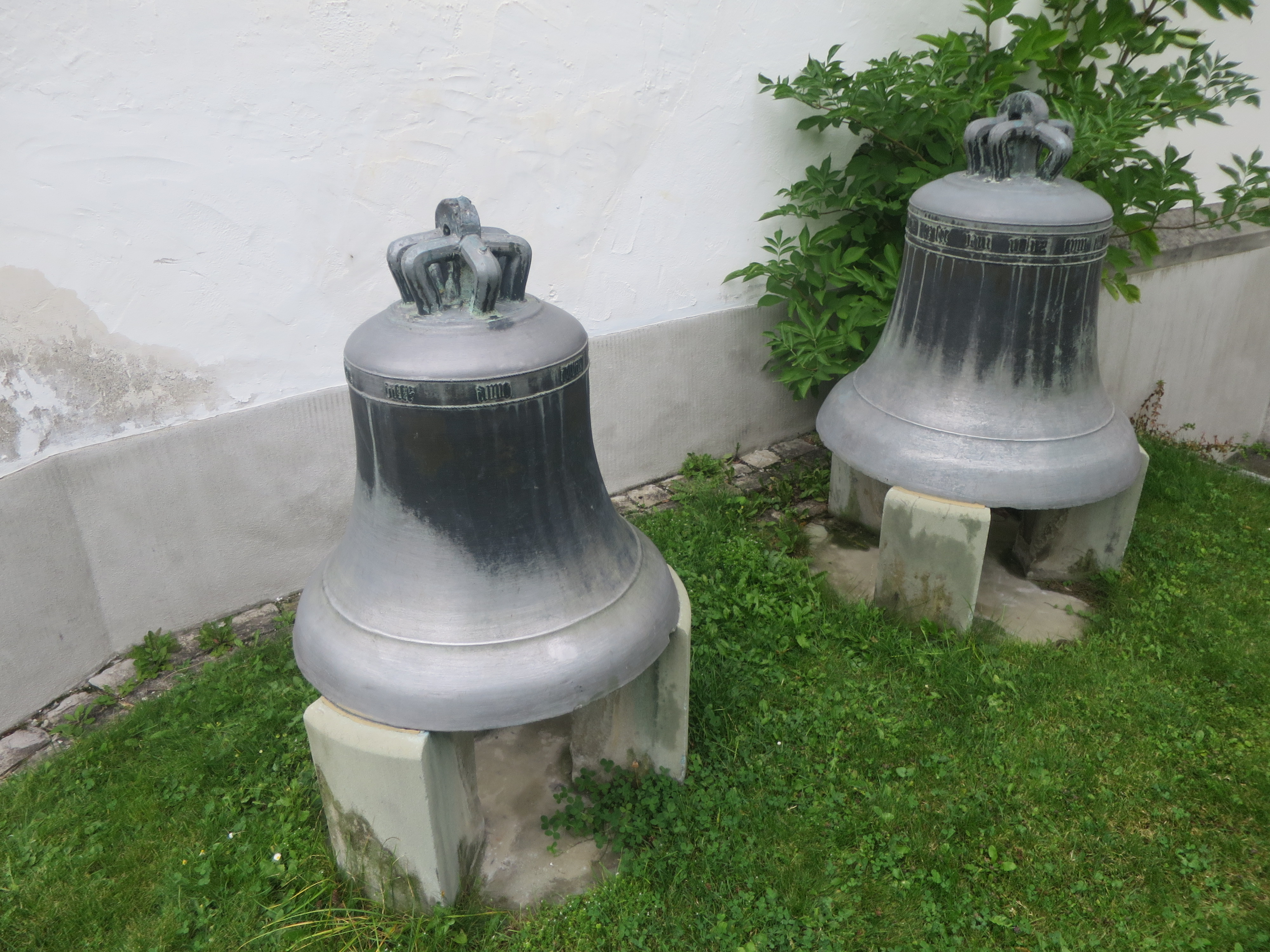
Die beiden Glocken des 16. Jahrhunderts

## Krypta
Bemerkenswert ist die dreischiffige und dreijochige spätgotische Hallenkrypta mit polygonalem Abschluss. Der Zugang zu diesem 1514 zeitgleich mit dem Chor errichteten Raum erfolgt über eine Treppe nordseits der Kirche. Die Krypta diente vermutlich nicht als Heiligengrab, sondern als Grablege für lokale Adelige, möglicherweise die Herren von Hinwil, welche 1443 bis 1576 die Gerichtsherrschaft in Elgg innehatten.
In der Krypta befindet sich heute der barocke Taufstein von 1649 aus Sandstein, der einst vor dem Chorbogen stand und 1965 dem heutigen Abendmahlstisch wich. Er trägt die Wappen und Initialen des Stifterehepaares Hans Ulrich Sulzer und Susanne Sulzer-Hegner und  eine Inschrift aus dem Evangelium (Mk 1,10 ).

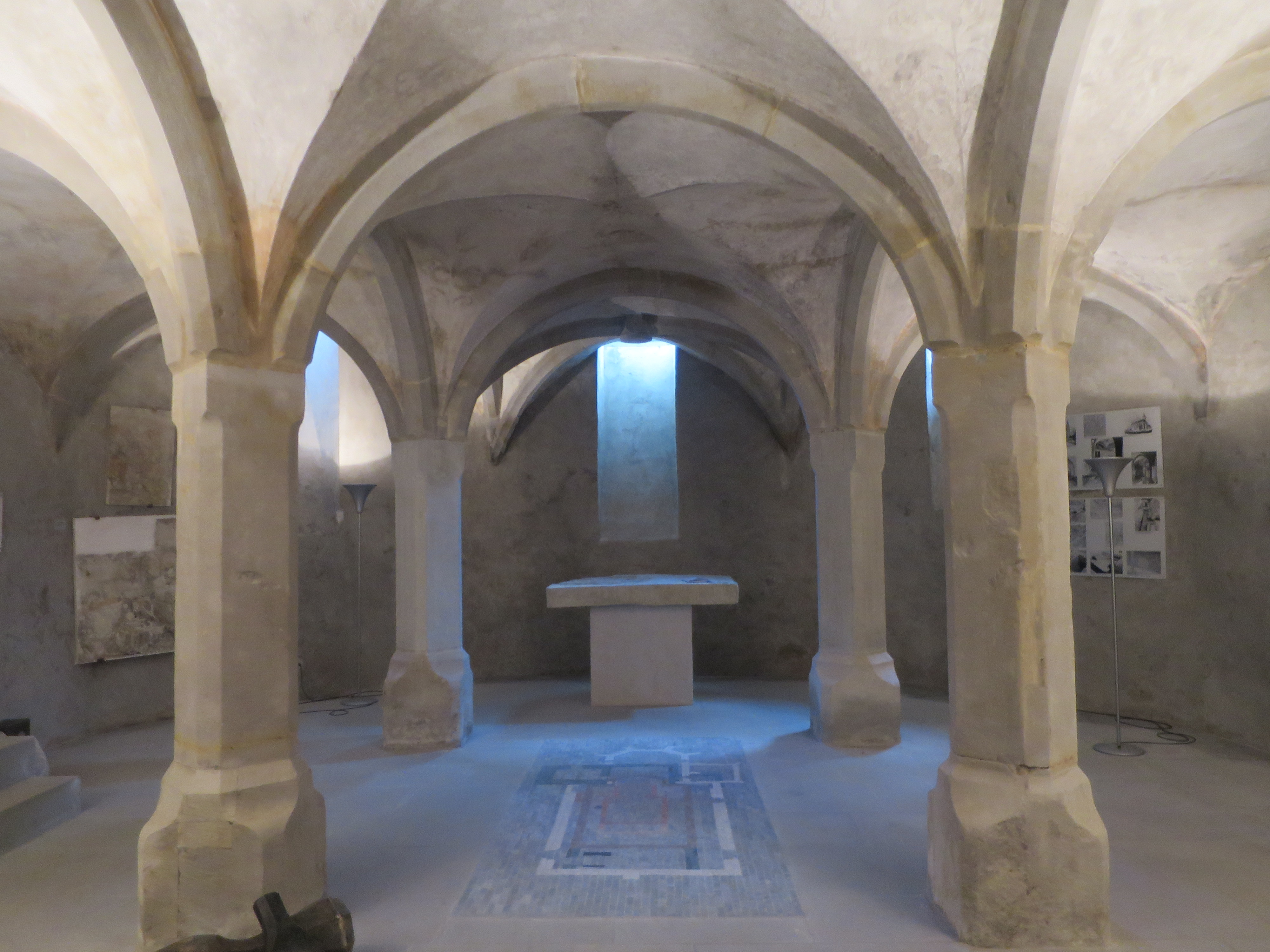
Spätgotische Hallenkrypta
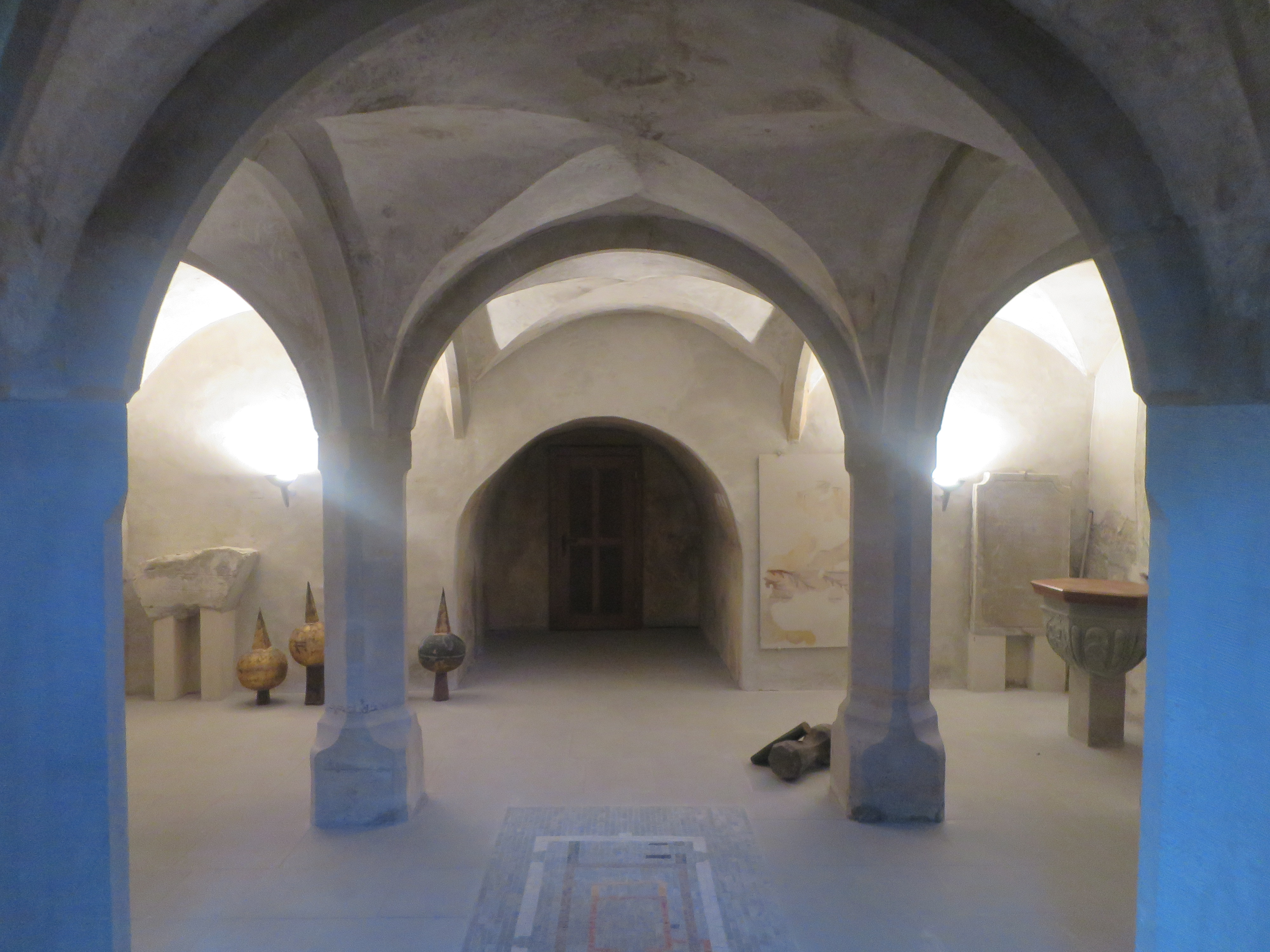
Krypta mit anschliessender Gruft
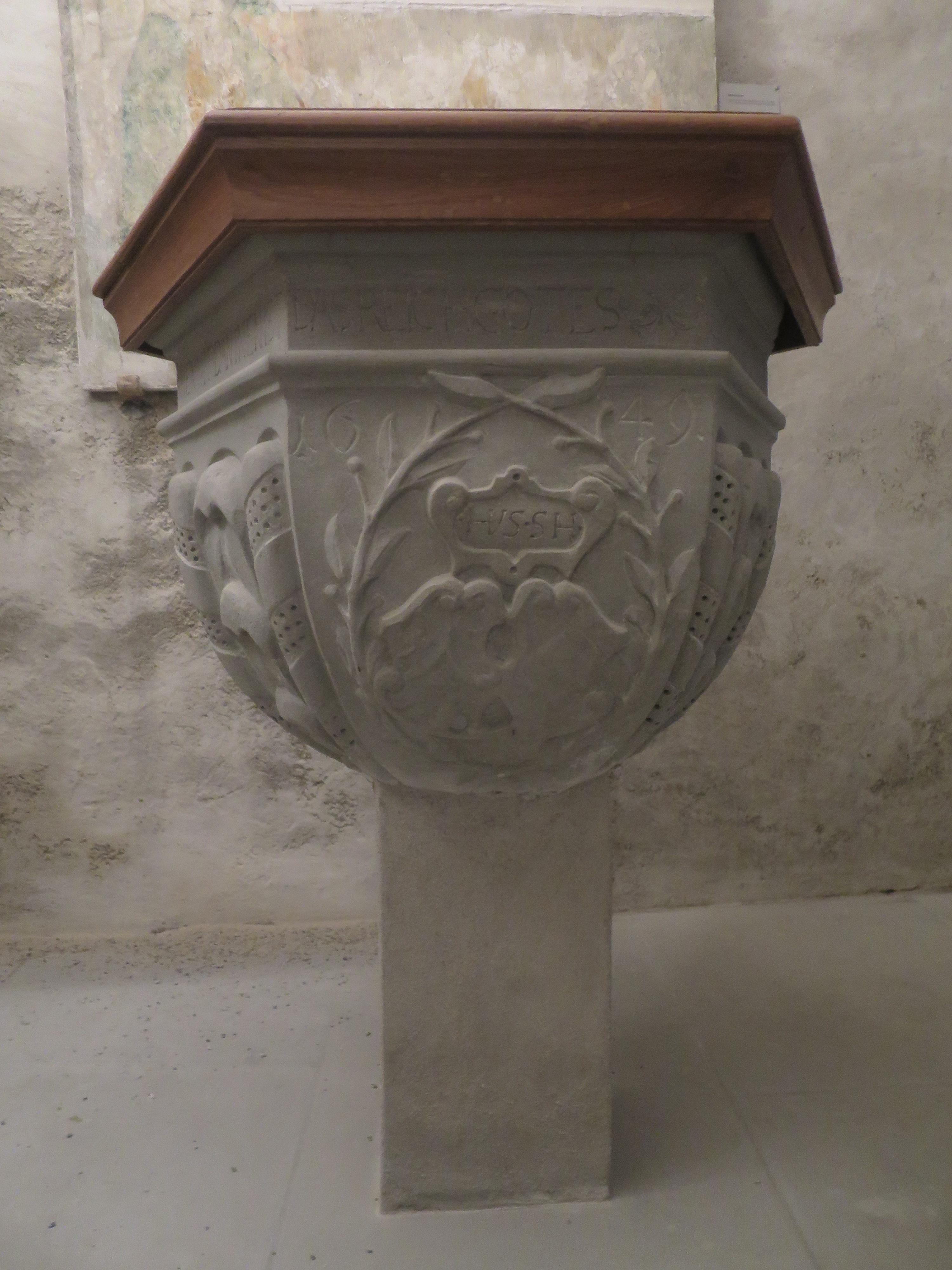
Taufstein von 1649

## Sakristei
Die zweijochige Sakristei mit Kreuzgratgewölben an der Südseite des Chores wurde 1896 im neugotischen Stil ausgemalt und durch den Architekten Ernst Georg Jung umgestaltet. Die ornamentalen Farbglasfenster mit Wappen stammen vom Glasmaler Jakob Lieberherr.

## Pfarrhaus, Stallscheune und Kirchgemeindehaus
Zum Kirchenbezirk gehören drei Fachwerkbauten. Unmittelbar an die Westfassade der Kirche schliesst das Pfarrhaus an. Es stammt im Kern aus dem Mittelalter, wurde aber 1584 weitgehend neu erbaut. Der Zürcher Staatsbauinspektor Hans Caspar Stadler führte 1815 einen eingreifenden Umbau aus, der dem Fachwerkhaus mit sein heutiges Gesicht gab. Prunkstück des Innenraums ist ein Louis-seize-Kastenofen von 1787 aus der Werkstatt von Hafner Salomon Spiller und Maler Heinrich Egli. 
Die Stallscheune wurde 1781 angebaut.
Wenige Meter nördlich der Kirche erhebt sich ein weiteres Fachwerkhaus, das ehemalige Schulhaus von 1596. 1852 wurde es eingreifend erneuert. Es verfügt über einen Saal und Büroräume und dient heute als Kirchgemeindehaus.

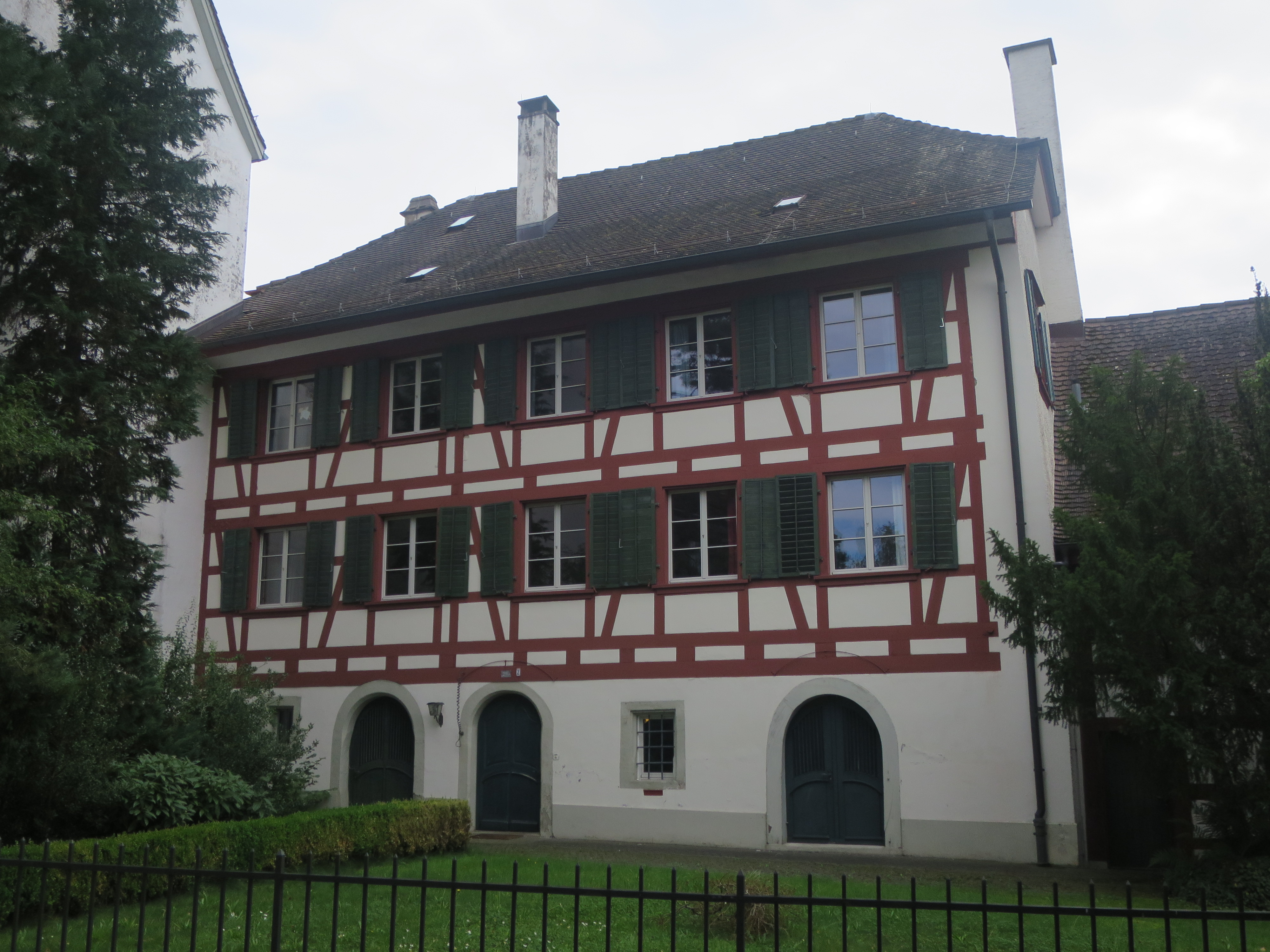
Pfarrhaus
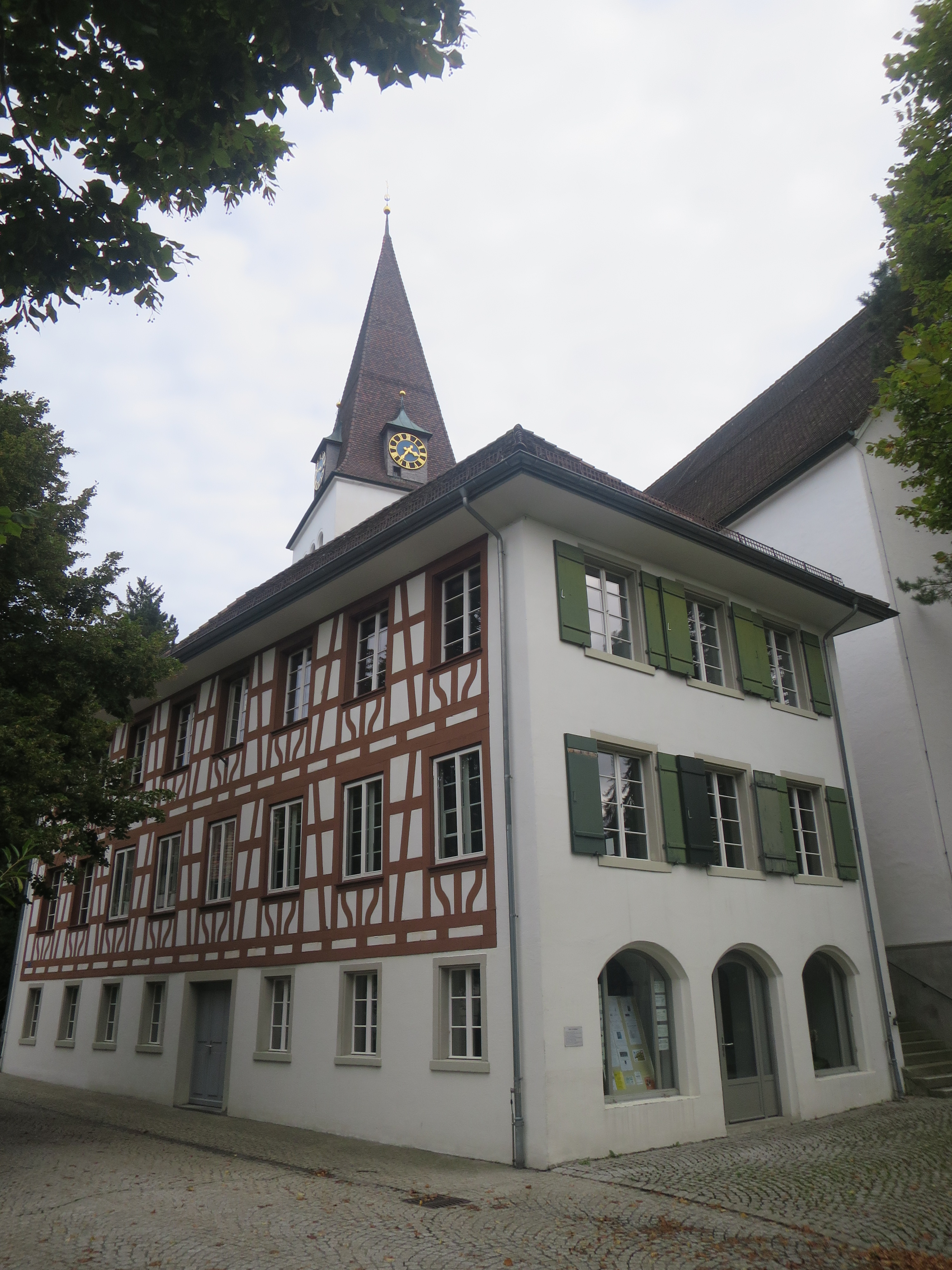
Kirchgemeindehaus
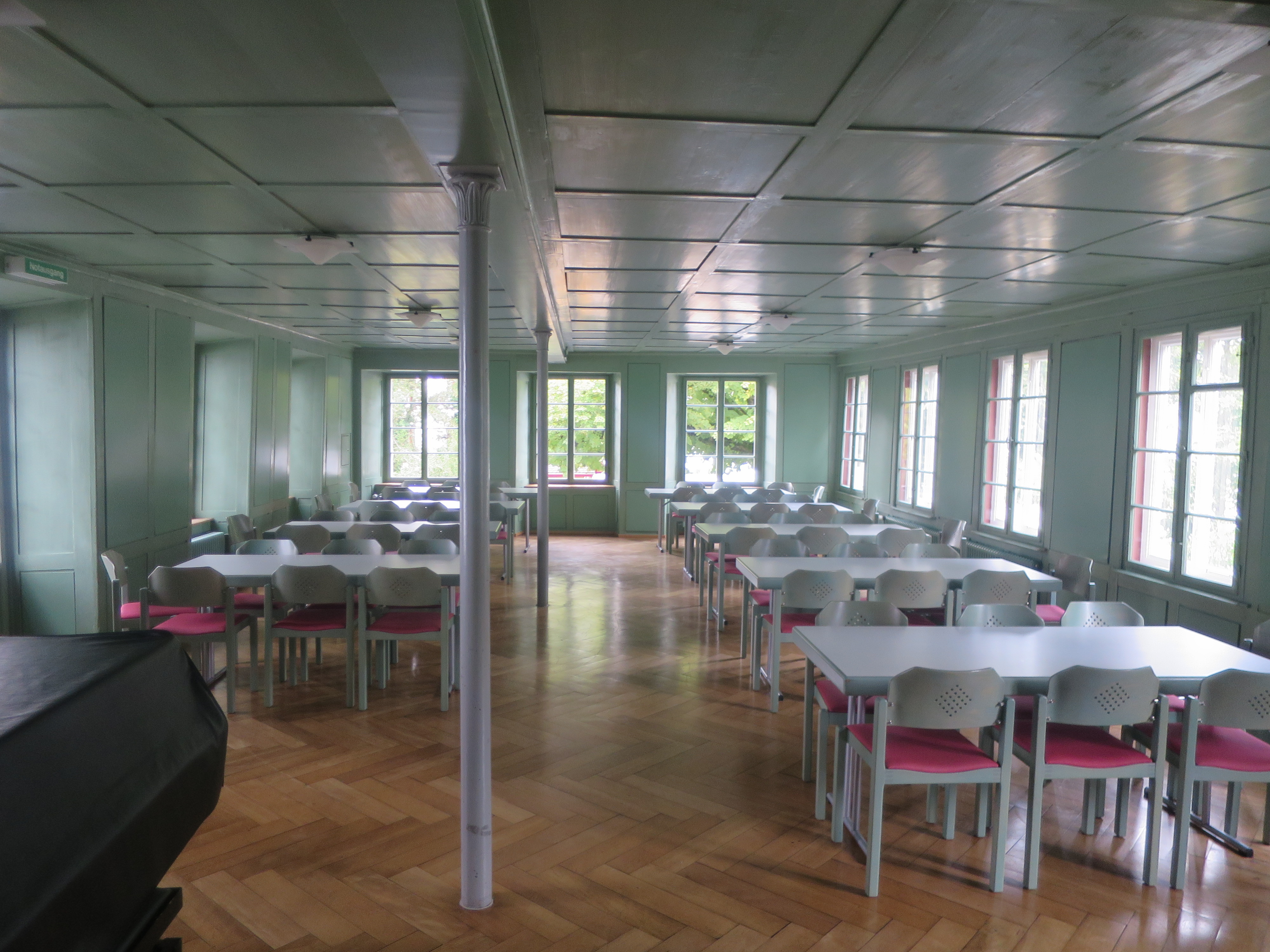
Saal von 1852 im Kirchgemeindehaus